# Torneo LINAFA 2019-2020
El torneo 2019-2020 de la Primera División de LINAFA (Liga Nacional de Fútbol Aficionado), es la edición n.º 37 del torneo, dio inicio el domingo 21 de julio de 2019 y contó con la participación de 82 clubes, distribuidos en 10 grupos geográficamente, con el fin de promover el desarrollo del fútbol en diversas zonas del país. 
Con respecto al torneo anterior, los equipos: A.D. Fortuna FC, A.D. Generación Caribe, A.D. San Luis Sta. Teresita, Barriada F.C., C.C.D.R. Tibás, C.D.S. Desamparadeña y Zapandí F.C. decidieron no participar por motivos varios.

## Sistema de competición
- Primera Fase: Consta de 82 equipos. Sistema de clasificación por grupos (10 grupos, de los cuales el I se divide en 2 subgrupos) siendo los equipos ordenados por medio de varios aspectos tales como la localización geográfica. La forma de juego será todos contra todos según el formato establecido, clasifican 4 equipos por grupo (en el caso de los subgrupos avanzarán dos a la siguiente ronda), para un total de 40 clasificados.[3]

- Segunda Fase: Los 4 primeros lugares de cada grupo de la Primera Fase, se ubicarán en 10 cuadrangulares donde los equipos jugarán entre sí, clasificando los 2 primeros lugares. Las mismas fueron conformadas con los equipos del mismo grupo provincial de la Primera Fase, quedando conformadas de la siguiente forma: 
  - Cuadrangular Uno: San José "A".
  - Cuadrangular Dos: San José "B".
  - Cuadrangular Tres: Alajuela "A".
  - Cuadrangular Cuatro: Alajuela "B".
  - Cuadrangular Cinco: Cartago.
  - Cuadrangular Seis: Heredia.
  - Cuadrangular Siete: Guanacaste.
  - Cuadrangular Ocho: Puntarenas-Península.
  - Cuadrangular Nueve: Limón [1.º y 2.º Lugar del Grupo Nueve (Limón "A"), 1.º y 2.º Lugar del Grupo Diez (Limón "B")].
  - Cuadrangular Diez: Puntarenas-Zona Sur [1.º y 2.º Lugar del Grupo Once (Puntarenas-Zona Sur "A"), 1.º y 2.º Lugar del Grupo Once (Puntarenas-Zona Sur "B")].

- Tercera Fase: Muertes Súbitas (20 equipos). Sistema de clasificación por eliminación directa ida y vuelta.

- Cuarta Fase: Octavos de final (10 equipos). Sistema de clasificación por eliminación directa ida y vuelta.

- Quinta Fase: Cuartos de final (6 equipos). Conformadas por los 5 ganadores de la fase previa más el mejor perdedor. Sistema de clasificación por eliminación directa ida y vuelta.

- Sexta Fase: Semifinales. Conformadas por los 3 ganadores de la fase previa más el mejor perdedor. Los equipos jugarán entre sí y el ganador de cada serie avanza a la Final.

- Séptima Fase: Final. Se juega ida y vuelta. El ganador tendrá el derecho de participar la próxima temporada en la Segunda División de Costa Rica.

El torneo de Linafa dura aproximadamente un año, dándole tiempo a la Primera y a la Segunda División para que terminen sus dos torneos (apertura y clausura).

## Ascenso y descenso
Un total de 82 equipos disputan en torneo, incluyendo los equipos ascendidos desde la Tercera División de LINAFA y el equipo descendido de la Liga de Ascenso 2019-20.
| Pos | Ascendido a la Liga de Ascenso 2020-21 |
| --- | -------------------------------------- |
| 1.º | A.D. Cariari Pococí                    |

| Pos  | Descendido de Liga de Ascenso 2019-20 |
| ---- | ------------------------------------- |
| 18.º | A. D. Santa Rosa                      |

## Tabla de Goleo
| 1.º                  | Justin Jiménez     | La Makina F.C.          | 23 |
| 2.º                  | Jerwinson Vallejos | Puntarenas San Luis F.C | 20 |
| 2.º                  | Emerson Cruz       | A.C.F. Turrucares       | 20 |
| 2.º                  | Christopher Molina | Pavas F.C.              | 20 |
| 2.º                  | Keylor Peña        | Deportivo Nimboyore     | 20 |
| Última actualización |                    |                         |    |

- En la tabla se acumulan los goles hechos durante todas las etapas del Torneo.

## Primera Fase: Grupos Provinciales
En esta fase los 82 equipos se dividen en grupos por provincia y se enfrentan entre ellos para definir los clasificados por grupo a la Segunda Fase, e igualmente el cuadro que desciende por grupo a la Tercera División de LINAFA. Se utilizará los siguientes colores para resaltar lo expuesto anteriormente:
|     | Asciende a la Liga de Ascenso (Segunda División) 2020-2021                       |
|     | Clasificado a la siguiente fase del torneo de LINAFA                             |
|     | Equipo en zona de descenso para la Tercera División de LINAFA 2020-2021          |
|     | Desciende a la Tercera División de LINAFA 2020-2021                              |
|     | Equipo se retiró del torneo, desciende a la Tercera División de LINAFA 2020-2021 |
| (D) | Equipo que Descendió de la Liga de Ascenso (Segunda División) 2018-2019          |

### Grupo 1:San José "A"
|    | Equipos                   |  | PJ | PG | PE | PP | GF | GC | Dif. | Pts. | Notas                                 |
| -- | ------------------------- |  | -- | -- | -- | -- | -- | -- | ---- | ---- | ------------------------------------- |
| 1. | A.F.C. Gallada            |  | 12 | 6  | 5  | 1  | 32 | 19 | +13  | 23   | Clasificado a la II Fase              |
| 2. | Academia Acosta           |  | 12 | 6  | 6  | 3  | 26 | 21 | +5   | 21   | Clasificado a la II Fase              |
| 3. | Santander F.C.            |  | 12 | 6  | 1  | 5  | 29 | 28 | +1   | 19   | Clasificado a la II Fase              |
| 4. | San Miguel F.C.           |  | 12 | 6  | 1  | 5  | 27 | 25 | +2   | 19   | Clasificado a la II Fase              |
| 5. | Desamparados F.C.         |  | 12 | 4  | 4  | 4  | 26 | 25 | +1   | 16   |                                       |
| 6. | Municipal Alajuelita F.C. |  | 12 | 4  | 2  | 6  | 30 | 26 | +4   | 14   | Descenso a Tercera División de LINAFA |
| 7. | Hamburgo F.C. (Los Guido) |  | 12 | 1  | 2  | 9  | 13 | 39 | -26  | 5    | Descenso a Tercera División de LINAFA |

| Jornada Libre en este grupo. Solo los Grupos 4 y 8 tuvieron acción en esta fecha con el objetivo de que en la última fecha todos los clubes tengan una cantidad similar de partidos efectuados al finalizar la primera ronda del torneo. | 21 de julio de 2019 |

| Desamparados F.C. | 3 - 3 | Municipal Alajuelita F.C. | 27 de julio de 2019 | Estadio Cuty Monge, Desamparados      |
| Academia Acosta   | 2 - 1 | Hamburgo F.C.             | 28 de julio de 2019 | Estadio Felipe Monge, Chirraca Acosta |
| San Miguel F.C.   | 3 - 4 | Santander F.C.            | 28 de julio de 2019 | Cancha de Jericó, Desamparados        |
| A.F.C. Gallada    | Libre | -                         | 28 de julio de 2019 | -                                     |

| Municipal Alajuelita F.C. | 1 - 1 | A.F.C. Gallada    | 4 de agosto de 2019 | Estadio Aniceto Retana, Alajuelita |
| Santander F.C.            | 2 - 0 | Academia Acosta   | 4 de agosto de 2019 | Estadio ST. Center, Aserrí         |
| Hamburgo F.C.             | 3 - 6 | Desamparados F.C. | 4 de agosto de 2019 | Estadio ST. Center, Aserrí         |
| San Miguel F.C.           | Libre | -                 | 4 de agosto de 2019 | -                                  |

| Jornada Libre en este grupo. Solo los Grupos 4, 8, 9, 10, 11 y 12 tuvieron acción en esta fecha con el objetivo de que en la última fecha todos los clubes tengan una cantidad similar de partidos efectuados al finalizar la primera ronda del torneo. | 11 de agosto de 2019 |

| A.F.C. Gallada            | 5 - 2 | Hamburgo F.C.   | 18 de agosto de 2019 | Estadio Cuty Monge, Desamparados |
| Desamparados F.C.         | 3 - 1 | Santander F.C.  | 18 de agosto de 2019 | Estadio Cuty Monge, Desamparados |
| Academia Acosta           | 0 - 1 | San Miguel F.C. | 18 de agosto de 2019 | Cancha de Acosta Centro          |
| Municipal Alajuelita F.C. | Libre | -               | 18 de agosto de 2019 | -                                |

| San Miguel F.C. | 2 - 3     | Desamparados F.C.         | 25 de agosto de 2019 | Cancha de Jericó, Desamparados |
| Santander F.C.  | 1 - 4     | A.F.C. Gallada            | 25 de agosto de 2019 | Estadio ST. Center, Aserrí     |
| Hamburgo F.C.   | 0 - 2 (*) | Municipal Alajuelita F.C. | 25 de agosto de 2019 | Estadio ST. Center, Aserrí     |
| Academia Acosta | Libre     | -                         | 25 de agosto de 2019 | -                              |

| Desamparados F.C.         | 0 - 2 | Academia Acosta | 31 de agosto de 2019    | Estadio ST. Center, Aserrí         |
| Municipal Alajuelita F.C. | 0 - 1 | Santander F.C.  | 1 de septiembre de 2019 | Estadio Aniceto Retana, Alajuelita |
| A.F.C. Gallada            | 2 - 2 | San Miguel F.C. | 1 de septiembre de 2019 | Estadio Manuel Sanabria, Río Azul  |
| Hamburgo F.C.             | Libre | -               | 1 de septiembre de 2019 | -                                  |

| Jornada Libre en este grupo. Solo los Grupos 4, 8, 9, 10, 11 y 12 tuvieron acción en esta fecha con el objetivo de que en la última fecha todos los clubes tengan una cantidad similar de partidos efectuados al finalizar la primera ronda del torneo. | 8 de septiembre de 2019 |

| San Miguel F.C.   | 3 - 2 | Municipal Alajuelita F.C. | 22 de septiembre de 2019 | Cancha de Jericó, Desamparados        |
| Academia Acosta   | 6 - 2 | A.F.C. Gallada            | 22 de septiembre de 2019 | Estadio Felipe Monge, Chirraca Acosta |
| Santander F.C.    | 4 - 0 | Hamburgo F.C.             | 22 de septiembre de 2019 | Estadio ST. Center, Aserrí            |
| Desamparados F.C. | Libre | -                         | 22 de septiembre de 2019 | -                                     |

| Hamburgo F.C.             | 0 - 3 | San Miguel F.C.   | 29 de septiembre de 2019 | Estadio ST. Center, Aserrí         |
| A.F.C. Gallada            | 2 - 2 | Desamparados F.C. | 29 de septiembre de 2019 | Estadio Cuty Monge, Desamparados   |
| Municipal Alajuelita F.C. | 5 - 2 | Academia Acosta   | 29 de septiembre de 2019 | Estadio Aniceto Retana, Alajuelita |
| Santander F.C.            | Libre | -                 | 29 de septiembre de 2019 | -                                  |

| Municipal Alajuelita F.C. | 4 - 1 | Desamparados F.C. | 6 de octubre de 2019 | Estadio Aniceto Retana, Alajuelita |
| Hamburgo F.C.             | 2 - 2 | Academia Acosta   | 6 de octubre de 2019 | Estadio ST. Center, Aserrí         |
| Santander F.C.            | 4 - 3 | San Miguel F.C.   | 6 de octubre de 2019 | Estadio ST. Center, Aserrí         |
| A.F.C. Gallada            | Libre | -                 | 6 de octubre de 2019 | -                                  |

| A.F.C. Gallada    | 3 - 1 | Municipal Alajuelita F.C. | 13 de octubre de 2019   | Cancha de Desamparados Centro |
| Academia Acosta   | 3 - 1 | Santander F.C.            | 13 de noviembre de 2019 | Cancha de Acosta Centro       |
| Desamparados F.C. | 0 - 0 | Hamburgo F.C.             | 13 de octubre de 2019   | Estadio ST. Center, Aserrí    |
| San Miguel F.C.   | Libre | -                         | 13 de octubre de 2019   | -                             |

| Jornada Libre en este grupo. Solo los Grupos 4, 5, 8 y 12 tuvieron acción en esta fecha con el objetivo de que en la última fecha todos los clubes tengan una cantidad similar de partidos efectuados al finalizar la primera ronda del torneo. | 20 de octubre de 2019 |

| Hamburgo F.C.             | 1 - 4 | A.F.C. Gallada    | 27 de octubre de 2019 | Estadio ST. Center, Aserrí     |
| Santander F.C.            | 3 - 6 | Desamparados F.C. | 27 de octubre de 2019 | Estadio ST. Center, Aserrí     |
| San Miguel F.C.           | 3 - 4 | Academia Acosta   | 27 de octubre de 2019 | Cancha de Jericó, Desamparados |
| Municipal Alajuelita F.C. | Libre | -                 | 27 de octubre de 2019 | -                              |

| Desamparados F.C.         | 0 - 2* | San Miguel F.C. | 20 de noviembre de 2019 | Estadio ST. Center, Aserrí         |
| A.F.C. Gallada            | 1 - 1  | Santander F.C.  | 3 de noviembre de 2019  | Estadio ST. Center, Aserrí         |
| Municipal Alajuelita F.C. | 7 - 1  | Hamburgo F.C.   | 3 de noviembre de 2019  | Estadio Aniceto Retana, Alajuelita |
| Academia Acosta           | Libre  | -               | 3 de noviembre de 2019  | -                                  |

| Academia Acosta | 1 - 1 | Desamparados F.C.         | 10 de noviembre de 2019 | Estadio Felipe Monge, Chirraca Acosta |
| Santander F.C.  | 4 - 1 | Municipal Alajuelita F.C. | 10 de noviembre de 2019 | Estadio ST. Center, Aserrí            |
| San Miguel F.C. | 0 - 5 | A.F.C. Gallada            | 10 de noviembre de 2019 | Cancha de Jericó, Desamparados        |
| Hamburgo F.C.   | Libre | -                         | 10 de noviembre de 2019 | -                                     |

| Municipal Alajuelita F.C. | 1 - 3 | San Miguel F.C. | 17 de noviembre de 2019 | Estadio Aniceto Retana, Alajuelita |
| A.F.C. Gallada            | 1 - 1 | Academia Acosta | 17 de noviembre de 2019 | Cancha de Gravilias, Desamparados  |
| Hamburgo F.C.             | 3 - 2 | Santander F.C.  | 17 de noviembre de 2019 | Estadio ST. Center, Aserrí         |
| Desamparados F.C.         | Libre | -               | 17 de noviembre de 2019 | -                                  |

| San Miguel F.C.   | 2 - 0 | Hamburgo F.C.             | 24 de noviembre de 2019 | Cancha de Jericó, Desamparados        |
| Desamparados F.C. | 1 - 2 | A.F.C. Gallada            | 24 de noviembre de 2019 | Cancha de Gravilias, Desamparados     |
| Academia Acosta   | 3 - 2 | Municipal Alajuelita F.C. | 24 de noviembre de 2019 | Estadio Felipe Monge, Chirraca Acosta |
| Santander F.C.    | Libre | -                         | 24 de noviembre de 2019 | -                                     |

### Grupo 2:San José "B"
|    | Equipos                    |  | PJ | PG | PE | PP | GF | GC | Dif. | Pts. | Notas                                 |
| -- | -------------------------- |  | -- | -- | -- | -- | -- | -- | ---- | ---- | ------------------------------------- |
| 1. | C. D. Pavas                |  | 11 | 9  | 1  | 1  | 34 | 18 | +16  | 28   | Clasificado a la II Fase              |
| 2. | A.D. Sagrada Familia       |  | 11 | 7  | 0  | 4  | 25 | 13 | +12  | 21   | Clasificado a la II Fase              |
| 3. | Microfútbol Tibás          |  | 11 | 7  | 0  | 4  | 29 | 19 | +10  | 21   | Clasificado a la II Fase              |
| 4. | Bossmati F.C.              |  | 11 | 6  | 1  | 4  | 23 | 17 | +6   | 19   | Clasificado a la II Fase              |
| 5. | Montes de Oca F.C.         |  | 11 | 3  | 2  | 6  | 22 | 22 | 0    | 11   |                                       |
| 6. | Municipal Santa Ana        |  | 12 | 2  | 1  | 9  | 17 | 35 | -18  | 7    | Descenso a Tercera División de LINAFA |
| 7. | Atlético del Sur (Hatillo) |  | 11 | 2  | 1  | 8  | 16 | 40 | -24  | 7    | Descenso a Tercera División de LINAFA |

| Jornada Libre en este grupo. Solo los Grupos 4 y 8 tuvieron acción en esta fecha con el objetivo de que en la última fecha todos los clubes tengan una cantidad similar de partidos efectuados al finalizar la primera ronda del torneo. | 21 de julio de 2019 |

| Atlético del Sur   | 1 - 2 | Microfútbol Tibás | 28 de julio de 2019 | Cancha de Hatillo 4       |
| Sagrada Familia    | 4 - 1 | Bossmati F.C.     | 28 de julio de 2019 | Estadio Teodoro Picado    |
| Pavas F.C.         | 9 - 2 | Santa Ana F.C.    | 28 de julio de 2019 | Estadio Ernesto Rohrmoser |
| Montes de Oca F.C. | Libre | -                 | 28 de julio de 2019 | -                         |

| Microfútbol Tibás | 0 - 4 | Sagrada Familia    | 4 de agosto de 2019 | Estadio Sanjuañeno           |
| Bossmati F.C.     | 1 - 2 | Montes de Oca F.C. | 4 de agosto de 2019 | Cancha de Río Oro, Sta Ana   |
| Santa Ana F.C.    | 4 - 2 | Atlético del Sur   | 4 de agosto de 2019 | Estadio de Piedades, Sta Ana |
| Pavas F.C.        | Libre | -                  | 4 de agosto de 2019 | -                            |

| Jornada Libre en este grupo. Solo los Grupos 4, 8, 9, 10, 11 y 12 tuvieron acción en esta fecha con el objetivo de que en la última fecha todos los clubes tengan una cantidad similar de partidos efectuados al finalizar la primera ronda del torneo. | 11 de agosto de 2019 |

| Atlético del Sur   | 3 - 5 | Pavas F.C.        | 18 de agosto de 2019 | Cancha de Hatillo 4    |
| Montes de Oca F.C. | 4 - 2 | Microfútbol Tibás | 18 de agosto de 2019 | Estadio Manolo Amador  |
| Sagrada Familia    | 3 - 0 | Santa Ana F.C.    | 18 de agosto de 2019 | Estadio Teodoro Picado |
| Bossmati F.C.      | Libre | -                 | 18 de agosto de 2019 | -                      |

| Microfútbol Tibás | 4 - 0 | Bossmati F.C.      | 15 de septiembre de 2019 | Estadio Coyella Fonseca      |
| Santa Ana F.C.    | 3 - 2 | Montes de Oca F.C. | 25 de agosto de 2019     | Estadio de Piedades, Sta Ana |
| Pavas F.C.        | 2 - 1 | Sagrada Familia    | 25 de agosto de 2019     | Estadio Ernesto Rohrmoser    |
| Atlético del Sur  | Libre | -                  | 25 de agosto de 2019     | -                            |

| Sagrada Familia    | 3 - 0 | Atlético del Sur | 1 de septiembre de 2019 | Estadio Teodoro Picado     |
| Bossmati F.C.      | 1 - 0 | Santa Ana F.C.   | 1 de septiembre de 2019 | Cancha de Río Oro, Sta Ana |
| Montes de Oca F.C. | 1 - 2 | Pavas F.C.       | 1 de septiembre de 2019 | Estadio Manolo Amador      |
| Microfútbol Tibás  | Libre | -                | 1 de septiembre de 2019 | -                          |

| Jornada Libre en este grupo. Solo los Grupos 4, 8, 9, 10, 11 y 12 tuvieron acción en esta fecha con el objetivo de que en la última fecha todos los clubes tengan una cantidad similar de partidos efectuados al finalizar la primera ronda del torneo. | 8 de septiembre de 2019 |

| Pavas F.C.       | 3 - 2    | Bossmati F.C.      | 22 de septiembre de 2019 | Estadio Ernesto Rohrmoser    |
| Atlético del Sur | 0 - 2(*) | Montes de Oca F.C. | 22 de septiembre de 2019 | Estadio Coyella Fonseca      |
| Santa Ana F.C.   | 2 - 3    | Microfútbol Tibás  | 22 de septiembre de 2019 | Estadio de Piedades, Sta Ana |
| Sagrada Familia  | Libre    | -                  | 22 de septiembre de 2019 | -                            |

| Montes de Oca F.C. | 2 - 3 | Sagrada Familia  | 29 de septiembre de 2019 | Estadio Manolo Amador      |
| Bossmati F.C.      | 8 - 0 | Atlético del Sur | 29 de septiembre de 2019 | Cancha de Río Oro, Sta Ana |
| Microfútbol Tibás  | 1 - 2 | Pavas F.C.       | 29 de septiembre de 2019 | Estadio Teodoro Picado     |
| Santa Ana F.C.     | Libre | -                | 29 de septiembre de 2019 | -                          |

| Microfútbol Tibás  | 8 - 0 | Atlético del Sur | 5 de octubre de 2019 | Estadio Coyella Fonseca      |
| Bossmati F.C.      | 2 - 1 | Sagrada Familia  | 6 de octubre de 2019 | Cancha de Río Oro, Sta Ana   |
| Santa Ana F.C.     | 0 - 1 | Pavas F.C.       | 6 de octubre de 2019 | Estadio de Piedades, Sta Ana |
| Montes de Oca F.C. | Libre | -                | 6 de octubre de 2019 | -                            |

| Sagrada Familia    | 1 - 2 | Microfútbol Tibás | 13 de octubre de 2019 | Estadio Teodoro Picado    |
| Montes de Oca F.C. | 0 - 1 | Bossmati F.C.     | 13 de octubre de 2019 | Estadio Manolo Amador     |
| Atlético del Sur   | 4 - 1 | Santa Ana F.C.    | 13 de octubre de 2019 | Estadio Ernesto Rohrmoser |
| Pavas F.C.         | Libre | -                 | 13 de octubre de 2019 | -                         |

| Jornada Libre en este grupo. Solo los Grupos 4, 5, 8 y 12 tuvieron acción en esta fecha con el objetivo de que en la última fecha todos los clubes tengan una cantidad similar de partidos efectuados al finalizar la primera ronda del torneo. | 20 de octubre de 2019 |

| Pavas F.C.        | 4 - 2 | Atlético del Sur   | 20 de octubre de 2019 | Cancha Santa Fe, Pavas       |
| Microfútbol Tibás | 3 - 1 | Montes de Oca F.C. | 26 de octubre de 2019 | Estadio Coyella Fonseca      |
| Santa Ana F.C.    | 1 - 2 | Sagrada Familia    | 27 de octubre de 2019 | Estadio de Piedades, Sta Ana |
| Bossmati F.C.     | Libre | -                  | 27 de octubre de 2019 | -                            |

| Bossmati F.C.      | 3 - 1 | Microfútbol Tibás | 3 de noviembre de 2019 | Cancha de Río Oro, Sta Ana |
| Montes de Oca F.C. | 2 - 2 | Santa Ana F.C.    | 3 de noviembre de 2019 | Estadio Manolo Amador      |
| Sagrada Familia    | 2 - 1 | Pavas F.C.        | 3 de noviembre de 2019 | Estadio Teodoro Picado     |
| Atlético del Sur   | Libre | -                 | 3 de noviembre de 2019 | -                          |

| Atlético del Sur  | 2 - 1 | Sagrada Familia    | 10 de noviembre de 2019 | Cancha de Hatillo 4          |
| Santa Ana F.C.    | 1 - 3 | Bossmati F.C.      | 10 de noviembre de 2019 | Estadio de Piedades, Sta Ana |
| Pavas F.C.        | 4 - 3 | Montes de Oca F.C. | 10 de noviembre de 2019 | Estadio Ernesto Rohrmoser    |
| Microfútbol Tibás | Libre | -                  | 10 de noviembre de 2019 | -                            |

| Bossmati F.C.      | 1 - 1 | Pavas F.C.       | 17 de noviembre de 2019 | Cancha de Río Oro, Sta Ana |
| Montes de Oca F.C. | 2 - 2 | Atlético del Sur | 17 de noviembre de 2019 | Estadio Manolo Amador      |
| Microfútbol Tibás  | 3 - 1 | Santa Ana F.C.   | 17 de noviembre de 2019 | Cancha ASODECO, Coronado   |
| Sagrada Familia    | Libre | -                | 17 de noviembre de 2019 | -                          |

| Sagrada Familia  | No Programado | Montes de Oca F.C. | Los equipos solicitaron la no programación de los partidos debido a que no son de trascendencia para la clasificación a la II Ronda. | N/D |
| Atlético del Sur | No Programado | Bossmati F.C.      | Los equipos solicitaron la no programación de los partidos debido a que no son de trascendencia para la clasificación a la II Ronda. | N/D |
| Pavas F.C.       | No Programado | Microfútbol Tibás  | Los equipos solicitaron la no programación de los partidos debido a que no son de trascendencia para la clasificación a la II Ronda. | N/D |
| Santa Ana F.C.   | Libre         | -                  | Los equipos solicitaron la no programación de los partidos debido a que no son de trascendencia para la clasificación a la II Ronda. | -   |

### Grupo 3:Alajuela "A"
|    | Equipos                |  | PJ | PG | PE | PP | GF | GC | Dif. | Pts. | Notas                                 |
| -- | ---------------------- |  | -- | -- | -- | -- | -- | -- | ---- | ---- | ------------------------------------- |
| 1. | A.C.F. Turrucares      |  | 14 | 11 | 0  | 3  | 43 | 23 | +20  | 33   | Clasificado a la II Fase              |
| 2. | Selección de Canoas    |  | 13 | 6  | 5  | 2  | 35 | 26 | +9   | 23   | Clasificado a la II Fase              |
| 3. | A.D. A.B.C. San Rafael |  | 14 | 5  | 3  | 6  | 27 | 31 | -4   | 18   | Clasificado a la II Fase              |
| 4. | Municipal Orotina      |  | 14 | 5  | 3  | 6  | 23 | 28 | -5   | 18   | Clasificado a la II Fase              |
| 5. | Ciruelas F.C.          |  | 14 | 4  | 5  | 5  | 36 | 36 | 0    | 17   |                                       |
| 6. | Four Can F.C.          |  | 14 | 4  | 4  | 6  | 32 | 32 | 0    | 16   | Descenso a Tercera División de LINAFA |
| 7. | Canoas F.C.            |  | 14 | 4  | 4  | 6  | 35 | 37 | -2   | 16   | Descenso a Tercera División de LINAFA |
| 8. | Galo Atletic Club      |  | 13 | 3  | 2  | 8  | 19 | 38 | -19  | 11   | Descenso a Tercera División de LINAFA |

| Jornada Libre en este grupo. Solo los Grupos 4 y 8 tuvieron acción en esta fecha con el objetivo de que en la última fecha todos los clubes tengan una cantidad similar de partidos efectuados al finalizar la primera ronda del torneo. | 21 de julio de 2019 |

| Ciruelas F.C.     | 3 - 1 | A.C.F. Turrucares   | 28 de julio de 2019 | Cancha de Ciruelas, Alajuela     |
| Four Can F.C.     | 3 - 4 | Galo Atletic Club   | 28 de julio de 2019 | Estadio Rafael Bolaños, Alajuela |
| Municipal Orotina | 1 - 1 | Selección de Canoas | 28 de julio de 2019 | Estadio Municipal de Orotina     |
| A.B.C. San Rafael | 3 - 1 | Canoas F.C.         | 28 de julio de 2019 | Cancha Ottos, La Guácima         |

| Galo Atletic Club | 4 - 4 | Ciruelas F.C.       | 4 de agosto de 2019 | Cancha Ottos, La Guácima         |
| A.C.F. Turrucares | 4 - 3 | A.B.C. San Rafael   | 4 de agosto de 2019 | Cancha de Cebadilla, Turrucares  |
| Canoas F.C.       | 3 - 2 | Municipal Orotina   | 4 de agosto de 2019 | Cancha de Canoas, Alajuela       |
| Four Can F.C.     | 2 - 3 | Selección de Canoas | 4 de agosto de 2019 | Estadio Rafael Bolaños, Alajuela |

| Jornada Libre en este grupo. Solo los Grupos 4, 8, 9, 10, 11 y 12 tuvieron acción en esta fecha con el objetivo de que en la última fecha todos los clubes tengan una cantidad similar de partidos efectuados al finalizar la primera ronda del torneo. | 11 de agosto de 2019 |

| Municipal Orotina   | 0 - 4 | A.C.F. Turrucares | 17 de agosto de 2019 | Estadio Municipal de Orotina |
| Ciruelas F.C.       | 1 - 2 | Four Can F.C.     | 18 de agosto de 2019 | Cancha de Ciruelas, Alajuela |
| Selección de Canoas | 3 - 3 | Canoas F.C.       | 18 de agosto de 2019 | Cancha de Canoas, Alajuela   |
| A.B.C. San Rafael   | 1 - 2 | Galo Atletic Club | 18 de agosto de 2019 | Cancha Ottos, La Guácima     |

| Galo Atletic Club | 1 - 4 | Municipal Orotina   | 25 de agosto de 2019 | Estadio Carlos Alvarado, Sta. Bárbara |
| A.C.F. Turrucares | 2 - 1 | Canoas F.C.         | 25 de agosto de 2019 | Cancha de Cebadilla, Turrucares       |
| Ciruelas F.C.     | 0 - 0 | Selección de Canoas | 25 de agosto de 2019 | Cancha de Ciruelas, Alajuela          |
| Four Can F.C.     | 4 - 2 | A.B.C. San Rafael   | 25 de agosto de 2019 | Estadio Rafael Bolaños, Alajuela      |

| Selección de Canoas | 7 - 3 | A.C.F. Turrucares | 1 de septiembre de 2019 | Cancha de Canoas, Alajuela   |
| A.B.C. San Rafael   | 2 - 3 | Ciruelas F.C.     | 1 de septiembre de 2019 | Cancha Ottos, La Guácima     |
| Canoas F.C.         | 0 - 1 | Galo Atletic Club | 1 de septiembre de 2019 | Cancha de Canoas, Alajuela   |
| Municipal Orotina   | 0 - 0 | Four Can F.C.     | 1 de septiembre de 2019 | Estadio Municipal de Orotina |

| Jornada Libre en este grupo. Solo los Grupos 4, 8, 9, 10, 11 y 12 tuvieron acción en esta fecha con el objetivo de que en la última fecha todos los clubes tengan una cantidad similar de partidos efectuados al finalizar la primera ronda del torneo. | 8 de septiembre de 2019 |

| A.B.C. San Rafael | 3 - 3 | Selección de Canoas | 22 de septiembre de 2019 | Cancha Ottos, La Guácima         |
| Ciruelas F.C.     | 3 - 3 | Municipal Orotina   | 22 de septiembre de 2019 | Cancha de Ciruelas, Alajuela     |
| Four Can F.C.     | 2 - 2 | Canoas F.C.         | 22 de septiembre de 2019 | Estadio Rafael Bolaños, Alajuela |
| Galo Atletic Club | 0 - 2 | A.C.F. Turrucares   | 22 de septiembre de 2019 | Cancha Ottos, La Guácima         |

| A.C.F. Turrucares   | 4 - 2 | Four Can F.C.     | 29 de septiembre de 2019 | Cancha de Cebadilla, Turrucares |
| Canoas F.C.         | 3 - 2 | Ciruelas F.C.     | 29 de septiembre de 2019 | Cancha de Canoas, Alajuela      |
| Selección de Canoas | 3 - 0 | Galo Atletic Club | 29 de septiembre de 2019 | Cancha de Canoas, Alajuela      |
| Municipal Orotina   | 1 - 2 | A.B.C. San Rafael | 29 de septiembre de 2019 | Estadio Municipal de Orotina    |

| A.C.F. Turrucares   | 4 - 1 | Ciruelas F.C.     | 5 de octubre de 2019  | Cancha de Cebadilla, Turrucares |
| Galo Atletic Club   | 1 - 2 | Four Can F.C.     | 19 de octubre de 2019 | Cancha Ottos, La Guácima        |
| Selección de Canoas | 2 - 3 | Municipal Orotina | 6 de octubre de 2019  | Cancha de Canoas, Alajuela      |
| Canoas F.C.         | 2 - 3 | A.B.C. San Rafael | 6 de octubre de 2019  | Cancha de Canoas, Alajuela      |

| Ciruelas F.C.       | 6 - 2 | Galo Atletic Club | 13 de octubre de 2019 | Cancha de Ciruelas, Alajuela |
| A.B.C. San Rafael   | 1 - 4 | A.C.F. Turrucares | 13 de octubre de 2019 | Cancha Ottos, La Guácima     |
| Municipal Orotina   | 2 - 3 | Canoas F.C.       | 13 de octubre de 2019 | Estadio Municipal de Orotina |
| Selección de Canoas | 2 - 1 | Four Can F.C.     | 13 de octubre de 2019 | Cancha de Canoas, Alajuela   |

| Jornada Libre en este grupo. Solo los Grupos 4, 5, 8 y 12 tuvieron acción en esta fecha con el objetivo de que en la última fecha todos los clubes tengan una cantidad similar de partidos efectuados al finalizar la primera ronda del torneo. | 20 de octubre de 2019 |

| A.C.F. Turrucares | 6 - 0 | Municipal Orotina   | 27 de octubre de 2019 | Cancha de Cebadilla, Turrucares  |
| Four Can F.C.     | 4 - 4 | Ciruelas F.C.       | 27 de octubre de 2019 | Estadio Rafael Bolaños, Alajuela |
| Canoas F.C.       | 4 - 4 | Selección de Canoas | 27 de octubre de 2019 | Cancha de Canoas, Alajuela       |
| Galo Atletic Club | 1 - 1 | A.B.C. San Rafael   | 27 de octubre de 2019 | Cancha Dulce Nombre, La Garita   |

| Municipal Orotina   | 3 - 1 | Galo Atletic Club | 3 de noviembre de 2019 | Estadio Municipal de Orotina |
| Canoas F.C.         | 0 - 4 | A.C.F. Turrucares | 3 de noviembre de 2019 | Cancha de Canoas, Alajuela   |
| Selección de Canoas | 4 - 3 | Ciruelas F.C.     | 3 de noviembre de 2019 | Cancha de Canoas, Alajuela   |
| A.B.C. San Rafael   | 2 - 4 | Four Can F.C.     | 3 de noviembre de 2019 | Cancha de Ciruelas, Alajuela |

| A.C.F. Turrucares | 1 - 2 | Selección de Canoas | 9 de noviembre de 2019  | Cancha de Cebadilla, Turrucares  |
| Ciruelas F.C.     | 1 - 1 | A.B.C. San Rafael   | 10 de noviembre de 2019 | Cancha de Ciruelas, Alajuela     |
| Galo Atletic Club | 2 - 7 | Canoas F.C.         | 10 de noviembre de 2019 | Cancha Ottos, La Guácima         |
| Four Can F.C.     | 0 - 1 | Municipal Orotina   | 10 de noviembre de 2019 | Estadio Rafael Bolaños, Alajuela |

| Selección de Canoas | 1 - 3 | A.B.C. San Rafael | 17 de noviembre de 2019 | Cancha de Canoas, Alajuela      |
| Municipal Orotina   | 3 - 1 | Ciruelas F.C.     | 17 de noviembre de 2019 | Estadio Municipal de Orotina    |
| Canoas F.C.         | 3 - 3 | Four Can F.C.     | 17 de noviembre de 2019 | Cancha de Pavas, Carrizal       |
| A.C.F. Turrucares   | 2 - 0 | Galo Atletic Club | 17 de noviembre de 2019 | Cancha de Cebadilla, Turrucares |

| Four Can F.C.     | 3 - 4     | A.C.F. Turrucares   | 24 de noviembre de 2019 | Estadio Rafael Bolaños, Alajuela                                                            |
| Ciruelas F.C.     | 4 - 3     | Canoas F.C.         | 24 de noviembre de 2019 | Cancha de Ciruelas, Alajuela                                                                |
| Galo Atletic Club | Cancelado | Selección de Canoas | 24 de noviembre de 2019 | Partido cancelado por mutuo acuerdo debido a que no definía nada en cuanto a las posiciones |
| A.B.C. San Rafael | 1 - 0     | Municipal Orotina   | 24 de noviembre de 2019 | Cancha de San Rafael, Alajuela                                                              |

### Grupo 4:Alajuela "B"
|    | Equipos                       |  | PJ | PG | PE | PP | GF | GC | Dif. | Pts. | Notas                                 |
| -- | ----------------------------- |  | -- | -- | -- | -- | -- | -- | ---- | ---- | ------------------------------------- |
| 1. | A.D. Zaragoza F.C.            |  | 16 | 10 | 1  | 5  | 31 | 21 | +10  | 31   | Clasificado a la II Fase              |
| 2. | Deportivo Naranjo             |  | 16 | 8  | 4  | 4  | 42 | 21 | +21  | 30   | Clasificado a la II Fase              |
| 3. | Rangers F.C. (San Ramón)      |  | 16 | 10 | 0  | 6  | 30 | 25 | +5   | 30   | Clasificado a la II Fase              |
| 4. | A.D. Sarchí                   |  | 16 | 9  | 1  | 6  | 27 | 22 | +5   | 28   | Clasificado a la II Fase              |
| 5. | Asoc. Upaleña de Fútbol       |  | 16 | 6  | 6  | 4  | 24 | 19 | +5   | 24   |                                       |
| 6. | Club Atlético San Juan        |  | 16 | 6  | 2  | 8  | 22 | 27 | -5   | 20   | Descenso a Tercera División de LINAFA |
| 7. | Adafia Atenas                 |  | 16 | 5  | 4  | 7  | 24 | 26 | -2   | 19   | Descenso a Tercera División de LINAFA |
| 8. | A.D. Olympique Unión (Grecia) |  | 16 | 5  | 3  | 8  | 35 | 40 | -5   | 18   | Descenso a Tercera División de LINAFA |
| 9. | A.D. Pital                    |  | 16 | 1  | 2  | 13 | 13 | 47 | -34  | 5    | Descenso a Tercera División de LINAFA |

 Equipo se retiró durante la segunda vuelta de la primera fase del torneo

| Rangers F.C.            | 3 - 1 | A.D. Pital             | 21 de julio de 2019 | Estadio Guillermo Vargas Roldán  |
| A.D. Sarchí             | 0 - 1 | A.D. Zaragoza F.C.     | 21 de julio de 2019 | Estadio Eliécer Pérez Conejo     |
| Asoc. Upaleña de Fútbol | 0 - 0 | Adafia Atenas          | 21 de julio de 2019 | Cancha Colonia Puntarenas, Upala |
| A.D. Olympique Unión    | 1 - 0 | Club Atlético San Juan | 21 de julio de 2019 | Cancha de Rincón Salas, Grecia   |
| Deportivo Naranjo       | Libre | -                      | 21 de julio de 2019 | -                                |

| Deportivo Naranjo      | 2 - 2 | A.D. Pital              | 28 de julio de 2019 | Estadio Municipal de Naranjo |
| Club Atlético San Juan | 0 - 1 | Rangers F.C.            | 28 de julio de 2019 | Cancha de San Juan, Grecia   |
| A.D. Sarchí            | 1 - 2 | Asoc. Upaleña de Fútbol | 28 de julio de 2019 | Estadio Eliécer Pérez Conejo |
| Adafia Atenas          | 3 - 2 | A.D. Olympique Unión    | 28 de julio de 2019 | Estadio Mardoqueo González   |
| A.D. Zaragoza F.C.     | Libre | -                       | 28 de julio de 2019 | -                            |

| A.D. Olympique Unión    | 1 - 1 | A.D. Sarchí       | 4 de agosto de 2019 | Cancha de Rincón Salas, Grecia  |
| A.D. Zaragoza F.C.      | 7 - 0 | A.D. Pital        | 4 de agosto de 2019 | Cancha de Zaragoza, Palmares    |
| Rangers F.C.            | 2 - 1 | Deportivo Naranjo | 4 de agosto de 2019 | Estadio Guillermo Vargas Roldán |
| Club Atlético San Juan  | 3 - 3 | Adafia Atenas     | 4 de agosto de 2019 | Cancha de San Juan, Grecia      |
| Asoc. Upaleña de Fútbol | Libre | -                 | 4 de agosto de 2019 | -                               |

| A.D. Zaragoza F.C.      | 1 - 0 | Deportivo Naranjo      | 11 de agosto de 2019 | Cancha de Zaragoza, Palmares     |
| Asoc. Upaleña de Fútbol | 2 - 2 | A.D. Pital             | 11 de agosto de 2019 | Cancha Colonia Puntarenas, Upala |
| Adafia Atenas           | 1 - 3 | Rangers F.C.           | 11 de agosto de 2019 | Estadio Mardoqueo González       |
| A.D. Sarchí             | 2 - 1 | Club Atlético San Juan | 11 de agosto de 2019 | Estadio Eliécer Pérez Conejo     |
| A.D. Olympique Unión    | Libre | -                      | 11 de agosto de 2019 | -                                |

| A.D. Pital             | 3 - 2 | A.D. Olympique Unión    | 15 de agosto de 2019 | Estadio Carlos Ugalde Álvarez   |
| Adafia Atenas          | 1 - 2 | A.D. Sarchí             | 18 de agosto de 2019 | Estadio Mardoqueo González      |
| Deportivo Naranjo      | 2 - 1 | Asoc. Upaleña de Fútbol | 18 de agosto de 2019 | Estadio Municipal de Naranjo    |
| Rangers F.C.           | 0 - 1 | A.D. Zaragoza F.C.      | 18 de agosto de 2019 | Estadio Guillermo Vargas Roldán |
| Club Atlético San Juan | Libre | -                       | 18 de agosto de 2019 | -                               |

| A.D. Sarchí             | 3 - 1 | Rangers F.C.       | 24 de agosto de 2019 | Estadio Eliécer Pérez Conejo     |
| Club Atlético San Juan  | 3 - 1 | A.D. Pital         | 25 de agosto de 2019 | Cancha de San Juan, Grecia       |
| A.D. Olympique Unión    | 4 - 3 | Deportivo Naranjo  | 25 de agosto de 2019 | Cancha de Rincón Salas, Grecia   |
| Asoc. Upaleña de Fútbol | 2 - 1 | A.D. Zaragoza F.C. | 25 de agosto de 2019 | Cancha Colonia Puntarenas, Upala |
| Adafia Atenas           | Libre | -                  | 25 de agosto de 2019 | -                                |

| A.D. Zaragoza F.C. | 5 - 2 | A.D. Olympique Unión    | 1 de septiembre de 2019 | Cancha de Zaragoza, Palmares    |
| Adafia Atenas      | 4 - 2 | A.D. Pital              | 1 de septiembre de 2019 | Estadio Mardoqueo González      |
| Rangers F.C.       | 1 - 3 | Asoc. Upaleña de Fútbol | 1 de septiembre de 2019 | Estadio Guillermo Vargas Roldán |
| Deportivo Naranjo  | 3 - 0 | Club Atlético San Juan  | 1 de septiembre de 2019 | Estadio Municipal de Naranjo    |
| A.D. Sarchí        | Libre | -                       | 1 de septiembre de 2019 | -                               |

| Club Atlético San Juan | 4 - 3 | A.D. Zaragoza F.C.      | 8 de septiembre de 2019 | Cancha de San Juan, Grecia    |
| A.D. Olympique Unión   | 0 - 3 | Asoc. Upaleña de Fútbol | 8 de septiembre de 2019 | Estadio Eliécer Pérez Conejo  |
| Deportivo Naranjo      | 2 - 2 | Adafia Atenas           | 8 de septiembre de 2019 | Estadio Municipal de Naranjo  |
| A.D. Pital             | 0 - 2 | A.D. Sarchí             | 8 de septiembre de 2019 | Estadio Carlos Ugalde Álvarez |
| Rangers F.C.           | Libre | -                       | 8 de septiembre de 2019 | -                             |

| A.D. Zaragoza F.C.      | 1 - 0    | Adafia Atenas          | 22 de septiembre de 2019 | Cancha de Zaragoza, Palmares     |
| Rangers F.C.            | 4 - 3    | A.D. Olympique Unión   | 22 de septiembre de 2019 | Estadio Guillermo Vargas Roldán  |
| A.D. Sarchí             | 2 - 0(*) | Deportivo Naranjo      | 22 de septiembre de 2019 | Estadio Eliécer Pérez Conejo     |
| Asoc. Upaleña de Fútbol | 1 - 1    | Club Atlético San Juan | 22 de septiembre de 2019 | Cancha Colonia Puntarenas, Upala |
| A.D. Pital              | Libre    | -                      | 22 de septiembre de 2019 | -                                |

| A.D. Pital             | 2 - 3 | Rangers F.C.            | 29 de septiembre de 2019 | Estadio Carlos Ugalde Álvarez |
| Club Atlético San Juan | 0 - 3 | A.D. Olympique Unión    | 29 de septiembre de 2019 | Cancha de San Juan, Grecia    |
| A.D. Zaragoza F.C.     | 2 - 4 | A.D. Sarchí             | 29 de septiembre de 2019 | Cancha de Zaragoza, Palmares  |
| Adafia Atenas          | 1 - 1 | Asoc. Upaleña de Fútbol | 29 de septiembre de 2019 | Estadio Mardoqueo González    |
| Deportivo Naranjo      | Libre | -                       | 29 de septiembre de 2019 | -                             |

| A.D. Pital              | 0 - 7 | Deportivo Naranjo      | 6 de octubre de 2019 | Estadio de Pital, San Carlos    |
| Rangers F.C.            | 2 - 1 | Club Atlético San Juan | 6 de octubre de 2019 | Estadio Guillermo Vargas Roldán |
| Asoc. Upaleña de Fútbol | 0 - 3 | A.D. Sarchí            | 6 de octubre de 2019 | Cancha de Llano Azul, Upala     |
| A.D. Olympique Unión    | 2 - 3 | Adafia Atenas          | 6 de octubre de 2019 | Estadio Allen Riggioni, Grecia  |
| A.D. Zaragoza F.C.      | Libre | -                      | 6 de octubre de 2019 | -                               |

| A.D. Sarchí             | 2 - 5  | A.D. Olympique Unión   | 13 de octubre de 2019 | Estadio Eliécer Pérez Conejo    |
| A.D. Pital              | 0 - 2* | A.D. Zaragoza F.C.     | 13 de octubre de 2019 | A.D. Pital se retiró del Torneo |
| Deportivo Naranjo       | 2 - 0  | Rangers F.C.           | 13 de octubre de 2019 | Estadio San Miguel, Naranjo     |
| Adafia Atenas           | 0 - 2  | Club Atlético San Juan | 13 de octubre de 2019 | Estadio Mardoqueo González      |
| Asoc. Upaleña de Fútbol | Libre  | -                      | 13 de octubre de 2019 | -                               |

| Deportivo Naranjo      | 5 - 1  | A.D. Zaragoza F.C.      | 20 de octubre de 2019 | Cancha de Santa Gestrudis Sur   |
| A.D. Pital             | 0 - 2* | Asoc. Upaleña de Fútbol | 20 de octubre de 2019 | A.D. Pital se retiró del Torneo |
| Rangers F.C.           | 2 - 1  | Adafia Atenas           | 20 de octubre de 2019 | Estadio Guillermo Vargas Roldán |
| Club Atlético San Juan | 3 - 1  | A.D. Sarchí             | 20 de octubre de 2019 | Cancha de San Juan, Grecia      |
| A.D. Olympique Unión   | Libre  | -                       | 20 de octubre de 2019 | -                               |

| A.D. Olympique Unión    | 2 - 0* | A.D. Pital        | 27 de octubre de 2019 | A.D. Pital se retiró del Torneo  |
| A.D. Sarchí             | 0 - 1  | Adafia Atenas     | 27 de octubre de 2019 | Estadio Eliécer Pérez Conejo     |
| Asoc. Upaleña de Fútbol | 2 - 3  | Deportivo Naranjo | 27 de octubre de 2019 | Cancha Colonia Puntarenas, Upala |
| A.D. Zaragoza F.C.      | 1 - 0  | Rangers F.C.      | 27 de octubre de 2019 | Cancha de Zaragoza, Palmares     |
| Club Atlético San Juan  | Libre  | -                 | 27 de octubre de 2019 | -                                |

| Rangers F.C.       | 1 - 2  | A.D. Sarchí             | 3 de noviembre de 2019 | Estadio Guillermo Vargas Roldán |
| A.D. Pital         | 0 - 2* | Club Atlético San Juan  | 3 de noviembre de 2019 | A.D. Pital se retiró del Torneo |
| Deportivo Naranjo  | 3 - 3  | A.D. Olympique Unión    | 3 de noviembre de 2019 | Estadio San Miguel, Naranjo     |
| A.D. Zaragoza F.C. | 0 - 0  | Asoc. Upaleña de Fútbol | 3 de noviembre de 2019 | Cancha de Zaragoza, Palmares    |
| Adafia Atenas      | Libre  | -                       | 3 de noviembre de 2019 | -                               |

| A.D. Olympique Unión    | 1 - 3  | A.D. Zaragoza F.C. | 10 de noviembre de 2019 | Estadio Allen Rigioni, Grecia    |
| A.D. Pital              | 0 - 2* | Adafia Atenas      | 10 de noviembre de 2019 | A.D. Pital se retiró del Torneo  |
| Asoc. Upaleña de Fútbol | 1 - 2  | Rangers F.C.       | 10 de noviembre de 2019 | Cancha Colonia Puntarenas, Upala |
| Club Atlético San Juan  | 0 - 4  | Deportivo Naranjo  | 10 de noviembre de 2019 | Cancha de San Juan, Grecia       |
| A.D. Sarchí             | Libre  | -                  | 10 de noviembre de 2019 | -                                |

| A.D. Zaragoza F.C.      | 0 - 2  | Club Atlético San Juan | 17 de noviembre de 2019 | Cancha de Zaragoza, Palmares     |
| Asoc. Upaleña de Fútbol | 2 - 2  | A.D. Olympique Unión   | 17 de noviembre de 2019 | Cancha Colonia Puntarenas, Upala |
| Adafia Atenas           | 1 - 2  | Deportivo Naranjo      | 17 de noviembre de 2019 | Estadio Mardoqueo González       |
| A.D. Sarchí             | 2 - 0* | A.D. Pital             | 17 de noviembre de 2019 | A.D. Pital se retiró del Torneo  |
| Rangers F.C.            | Libre  | -                      | 17 de noviembre de 2019 | -                                |

| Adafia Atenas          | 1 - 2 | A.D. Zaragoza F.C.      | 24 de noviembre de 2019 | Estadio Mardoqueo González    |
| A.D. Olympique Unión   | 2 - 5 | Rangers F.C.            | 24 de noviembre de 2019 | Estadio Allen Rigioni, Grecia |
| Deportivo Naranjo      | 3 - 0 | A.D. Sarchí             | 24 de noviembre de 2019 | Estadio San Miguel, Naranjo   |
| Club Atlético San Juan | 0 - 2 | Asoc. Upaleña de Fútbol | 24 de noviembre de 2019 | Cancha de San Juan, Grecia    |

### Grupo 5:Cartago
|    | Equipos             |  | PJ | PG | PE | PP | GF | GC | Dif. | Pts. | Notas                                 |
| -- | ------------------- |  | -- | -- | -- | -- | -- | -- | ---- | ---- | ------------------------------------- |
| 1. | Municipal Guarco    |  | 10 | 10 | 0  | 0  | 28 | 8  | +20  | 30   | Clasificado a la II Fase              |
| 2. | Torino Junior       |  | 10 | 6  | 1  | 3  | 21 | 16 | +5   | 19   | Clasificado a la II Fase              |
| 3. | A.D. Valencia       |  | 10 | 5  | 1  | 4  | 11 | 12 | -1   | 16   | Clasificado a la II Fase              |
| 4. | A.F. Lankester 1943 |  | 10 | 4  | 0  | 6  | 11 | 16 | -5   | 12   | Clasificado a la II Fase              |
| 5. | C.C.D.R. Curridabat |  | 10 | 3  | 0  | 7  | 19 | 18 | +1   | 9    |                                       |
| 6. | Orión F.C.          |  | 10 | 1  | 0  | 9  | 6  | 26 | -20  | 3    | Descenso a Tercera División de LINAFA |
| 7. | A.D. Tirrases       |  | -  | -  | -  | -  | -  | -  | -    | -    | Descenso a Tercera División de LINAFA |

 Equipo se retiró del Torneo
| Jornada Libre en este grupo. Solo los Grupos 4 y 8 tuvieron acción en esta fecha con el objetivo de que en la última fecha todos los clubes tengan una cantidad similar de partidos efectuados al finalizar la primera ronda del torneo. | 21 de julio de 2019 |

| A.F. Lankester 1943 | Anulado (*) | A.D. Tirrases       | 28 de julio de 2019 | Cancha de Dulce Nombre, Cartago |
| Orión F.C.          | 0 - 1       | C.C.D.R. Curridabat | 28 de julio de 2019 | Cancha La Pitahaya, Cartago     |
| Municipal Guarco    | 1 - 0       | Torino Junior       | 28 de julio de 2019 | Cancha de Tejar del Guarco      |
| A.D. Valencia       | Libre       | -                   | 28 de julio de 2019 | -                               |

| C.C.D.R. Curridabat | 0 - 1       | A.F. Lankester 1943 | 4 de agosto de 2019 | Estadio Lito Monge          |
| Torino Junior       | 4 - 2       | Orión F.C.          | 4 de agosto de 2019 | Cancha La Pitahaya, Cartago |
| A.D. Tirrases       | Anulado (*) | A.D. Valencia       | 7 de agosto de 2019 | Estadio Lito Monge          |
| Municipal Guarco    | Libre       | -                   | -                   | -                           |

| Jornada Libre en este grupo. Solo los Grupos 4, 8, 9, 10, 11 y 12 tuvieron acción en esta fecha con el objetivo de que en la última fecha todos los clubes tengan una cantidad similar de partidos efectuados al finalizar la primera ronda del torneo. | 11 de agosto de 2019 |

| A.D. Valencia       | 2 - 1 | C.C.D.R. Curridabat | 18 de agosto de 2019 | Estadio Lito Monge              |
| Orión F.C.          | 1 - 2 | Municipal Guarco    | 18 de agosto de 2019 | Cancha La Pitahaya, Cartago     |
| A.F. Lankester 1943 | 2 - 4 | Torino Junior       | 18 de agosto de 2019 | Cancha de Dulce Nombre, Cartago |
| A.D. Tirrases       | Libre | -                   | 18 de agosto de 2019 | -                               |

| Municipal Guarco    | 3 - 0         | A.F. Lankester 1943 | 25 de agosto de 2019 | Cancha de Tejar del Guarco  |
| Torino Junior       | 1 - 1         | A.D. Valencia       | 25 de agosto de 2019 | Cancha La Pitahaya, Cartago |
| C.C.D.R. Curridabat | Cancelado (*) | A.D. Tirrases       | 25 de agosto de 2019 | -                           |
| Orión F.C.          | Libre         | -                   | 25 de agosto de 2019 | -                           |

| A.F. Lankester 1943 | 3 - 1             | Orión F.C.       | 1 de septiembre de 2019 | Cancha de Dulce Nombre, Cartago |
| A.D. Valencia       | 1 - 6             | Municipal Guarco | 1 de septiembre de 2019 | Estadio Lito Monge              |
| A.D. Tirrases       | No Programado (*) | Torino Junior    | 1 de septiembre de 2019 | -                               |
| C.C.D.R. Curridabat | Libre             | -                | 1 de septiembre de 2019 | -                               |

| Jornada Libre en este grupo. Solo los Grupos 4, 8, 9, 10, 11 y 12 tuvieron acción en esta fecha con el objetivo de que en la última fecha todos los clubes tengan una cantidad similar de partidos efectuados al finalizar la primera ronda del torneo. | 8 de septiembre de 2019 |

| Torino Junior       | 0 - 3             | C.C.D.R. Curridabat | 22 de septiembre de 2019 | Cancha La Pitahaya, Cartago |
| Orión F.C.          | 0 - 1             | A.D. Valencia       | 22 de septiembre de 2019 | Cancha La Pitahaya, Cartago |
| Municipal Guarco    | No Programado (*) | A.D. Tirrases       | 22 de septiembre de 2019 | -                           |
| A.F. Lankester 1943 | Libre             | -                   | 22 de septiembre de 2019 | -                           |

| Jornada Libre en este grupo. Solo los Grupos 1, 2, 3, 4, 6, 7, 8, 9, 10 y 11 tuvieron acción en esta fecha con el objetivo de que en la última fecha todos los clubes tengan una cantidad similar de partidos efectuados al finalizar la primera ronda del torneo. | 29 de septiembre de 2019 |

| C.C.D.R. Curridabat | 3 - 4             | Municipal Guarco    | 6 de octubre de 2019  | Estadio Lito Monge |
| A.D. Valencia       | 1 - 0             | A.F. Lankester 1943 | 13 de octubre de 2019 | Estadio Lito Monge |
| A.D. Tirrases       | No Programado (*) | Orión F.C.          | 13 de octubre de 2019 | -                  |
| Torino Junior       | Libre             | -                   | 13 de octubre de 2019 | -                  |

| Jornada Libre en este grupo. Solo los Grupos 1, 2, 3, 4, 6, 7, 8, 9, 10 y 11 tuvieron acción en esta fecha con el objetivo de que en la última fecha todos los clubes tengan una cantidad similar de partidos efectuados al finalizar la primera ronda del torneo. | 13 de octubre de 2019 |

| C.C.D.R. Curridabat | 1 - 3 | A.D. Valencia    | 20 de octubre de 2019 | Estadio Lito Monge              |
| Orión F.C.          | 1 - 4 | Torino Junior    | 24 de octubre de 2019 | Cancha La Pitahaya, Cartago     |
| A.F. Lankester 1943 | 1 - 2 | Municipal Guarco | 27 de octubre de 2019 | Cancha de Dulce Nombre, Cartago |

| Jornada Libre en este grupo. Solo los Grupos 1, 2, 3, 4, 6, 7, 8, 9, 10 y 11 tuvieron acción en esta fecha con el objetivo de que en la última fecha todos los clubes tengan una cantidad similar de partidos efectuados al finalizar la primera ronda del torneo. | 27 de octubre de 2019 |

| Municipal Guarco | 2 - 1 | C.C.D.R. Curridabat | 3 de noviembre de 2019 | Cancha de Tejar del Guarco  |
| A.D. Valencia    | 0 - 1 | Torino Junior       | 3 de noviembre de 2019 | Estadio Lito Monge          |
| Orión F.C.       | 0 - 1 | A.F. Lankester 1943 | 3 de noviembre de 2019 | Cancha La Pitahaya, Cartago |

| C.C.D.R. Curridabat | 6 - 0 | Orión F.C.          | 10 de noviembre de 2019 | Estadio Lito Monge          |
| Municipal Guarco    | 1 - 0 | A.D. Valencia       | 10 de noviembre de 2019 | Cancha de Tejar del Guarco  |
| Torino Junior       | 2 - 1 | A.F. Lankester 1943 | 10 de noviembre de 2019 | Cancha La Pitahaya, Cartago |

| Torino Junior       | 1 - 3 | Municipal Guarco    | 17 de noviembre de 2019 | Cancha La Pitahaya, Cartago     |
| A.F. Lankester 1943 | 2 - 1 | C.C.D.R. Curridabat | 17 de noviembre de 2019 | Cancha de Dulce Nombre, Cartago |
| A.D. Valencia       | 0 - 1 | Orión F.C.          | 17 de noviembre de 2019 | Estadio Lito Monge              |

| Municipal Guarco    | 4 - 0 | Orión F.C.    | 24 de noviembre de 2019 | Cancha de Tejar del Guarco      |
| A.F. Lankester 1943 | 0 - 2 | A.D. Valencia | 24 de noviembre de 2019 | Cancha de Dulce Nombre, Cartago |
| C.C.D.R. Curridabat | 2 - 4 | Torino Junior | 24 de noviembre de 2019 | Estadio Lito Monge              |

### Grupo 6:Heredia
|    | Equipos               |  | PJ | PG | PE | PP | GF | GC | Dif. | Pts. | Notas                                 |
| -- | --------------------- |  | -- | -- | -- | -- | -- | -- | ---- | ---- | ------------------------------------- |
| 1. | El Bajo F.C.          |  | 11 | 9  | 0  | 2  | 30 | 18 | +12  | 27   | Clasificado a la II Fase              |
| 2. | A.D. Santo Domingo    |  | 11 | 7  | 2  | 2  | 35 | 24 | +11  | 23   | Clasificado a la II Fase              |
| 3. | C.C.D.R. San Pablo    |  | 12 | 7  | 1  | 4  | 36 | 22 | +14  | 22   | Clasificado a la II Fase              |
| 4. | Atlético Belén        |  | 12 | 4  | 1  | 7  | 22 | 28 | -6   | 16   | Clasificado a la II Fase              |
| 5. | Fraternidad F.C.      |  | 12 | 4  | 0  | 8  | 20 | 29 | -9   | 12   |                                       |
| 6. | Fusión Sarapiquí F.C. |  | 12 | 4  | 3  | 5  | 19 | 28 | -9   | 12   | Descenso a Tercera División de LINAFA |
| 7. | Winds F.C.            |  | 12 | 2  | 1  | 9  | 20 | 35 | -15  | 7    | Descenso a Tercera División de LINAFA |

| Jornada Libre en este grupo. Solo los Grupos 4 y 8 tuvieron acción en esta fecha con el objetivo de que en la última fecha todos los clubes tengan una cantidad similar de partidos efectuados al finalizar la primera ronda del torneo. | 21 de julio de 2019 |

| El Bajo F.C.          | 4 - 0 | Atlético Belén     | 27 de julio de 2019 | Estadio Yuba Paniagua        |
| Fusión Sarapiquí F.C. | 1 - 1 | Winds F.C.         | 28 de julio de 2019 | Estadio La Virgen, Sarapiquí |
| C.C.D.R. San Pablo    | 2 - 1 | A.D. Santo Domingo | 28 de julio de 2019 | Cancha Los Expresidentes     |
| Fraternidad F.C.      | Libre | -                  | 28 de julio de 2019 | -                            |

| Winds F.C.         | 0 - 2 | Fraternidad F.C.      | 3 de agosto de 2019 | Complejo Deportivo Los Cibeles |
| Atlético Belén     | 0 - 2 | C.C.D.R. San Pablo    | 4 de agosto de 2019 | Cancha La Incubadora           |
| A.D. Santo Domingo | 3 - 1 | Fusión Sarapiquí F.C. | 4 de agosto de 2019 | Cancha de Barrio Socorro       |
| El Bajo F.C.       | Libre | -                     | 4 de agosto de 2019 | -                              |

| Jornada Libre en este grupo. Solo los Grupos 4, 8, 9, 10, 11 y 12 tuvieron acción en esta fecha con el objetivo de que en la última fecha todos los clubes tengan una cantidad similar de partidos efectuados al finalizar la primera ronda del torneo. | 11 de agosto de 2019 |

| Fraternidad F.C.      | 2 - 3 | A.D. Santo Domingo | 18 de agosto de 2019 | Estadio Carlos Alvarado      |
| C.C.D.R. San Pablo    | 1 - 3 | El Bajo F.C.       | 18 de agosto de 2019 | Cancha Los Expresidentes     |
| Fusión Sarapiquí F.C. | 2 - 2 | Atlético Belén     | 18 de agosto de 2019 | Estadio La Virgen, Sarapiquí |
| Winds F.C.            | Libre | -                  | 18 de agosto de 2019 | -                            |

| A.D. Santo Domingo | 3 - 2 | Winds F.C.            | 25 de agosto de 2019 | Cancha de Barrio Socorro |
| Atlético Belén     | 3 - 1 | Fraternidad F.C.      | 25 de agosto de 2019 | Polideportivo de Belén   |
| El Bajo F.C.       | 0 - 1 | Fusión Sarapiquí F.C. | 25 de agosto de 2019 | Estadio Yuba Paniagua    |
| C.C.D.R. San Pablo | Libre | -                     | 25 de agosto de 2019 | -                        |

| Fraternidad F.C.      | 1 - 2 | El Bajo F.C.       | 1 de septiembre de 2019 | Estadio Carlos Alvarado        |
| Fusión Sarapiquí F.C. | 3 - 2 | C.C.D.R. San Pablo | 1 de septiembre de 2019 | Estadio La Virgen, Sarapiquí   |
| Winds F.C.            | 3 - 2 | Atlético Belén     | 1 de septiembre de 2019 | Complejo Deportivo Los Cibeles |
| A.D. Santo Domingo    | Libre | -                  | 1 de septiembre de 2019 | -                              |

| Jornada Libre en este grupo. Solo los Grupos 4, 8, 9, 10, 11 y 12 tuvieron acción en esta fecha con el objetivo de que en la última fecha todos los clubes tengan una cantidad similar de partidos efectuados al finalizar la primera ronda del torneo. | 8 de septiembre de 2019 |

| El Bajo F.C.          | 2 - 1 | Winds F.C.         | 20 de octubre de 2019    | Cancha de Bajo Los Molinos |
| Atlético Belén        | 1 - 3 | A.D. Santo Domingo | 22 de septiembre de 2019 | Polideportivo de Belén     |
| C.C.D.R. San Pablo    | 2 - 1 | Fraternidad F.C.   | 22 de septiembre de 2019 | Cancha Los Expresidentes   |
| Fusión Sarapiquí F.C. | Libre | -                  | 22 de septiembre de 2019 | -                          |

| A.D. Santo Domingo | 5 - 2 | El Bajo F.C.          | 29 de septiembre de 2019 | Cancha de Barrio Socorro       |
| Winds F.C.         | 0 - 4 | C.C.D.R. San Pablo    | 29 de septiembre de 2019 | Complejo Deportivo Los Cibeles |
| Fraternidad F.C.   | 3 - 2 | Fusión Sarapiquí F.C. | 29 de septiembre de 2019 | Estadio Carlos Alvarado        |
| Atlético Belén     | Libre | -                     | 29 de septiembre de 2019 | -                              |

| Atlético Belén     | 1 - 4 | El Bajo F.C.          | 6 de octubre de 2019 | Polideportivo de Belén         |
| Winds F.C.         | 2 - 3 | Fusión Sarapiquí F.C. | 6 de octubre de 2019 | Complejo Deportivo Los Cibeles |
| A.D. Santo Domingo | 3 - 3 | C.C.D.R. San Pablo    | 6 de octubre de 2019 | Cancha de Barrio Socorro       |
| Fraternidad F.C.   | Libre | -                     | 6 de octubre de 2019 | -                              |

| Fraternidad F.C.      | 3 - 2 | Winds F.C.         | 12 de octubre de 2019 | Estadio Carlos Alvarado      |
| C.C.D.R. San Pablo    | 4 - 5 | Atlético Belén     | 13 de octubre de 2019 | Cancha Los Expresidentes     |
| Fusión Sarapiquí F.C. | 2 - 2 | A.D. Santo Domingo | 13 de octubre de 2019 | Estadio La Virgen, Sarapiquí |
| El Bajo F.C.          | Libre | -                  | 13 de octubre de 2019 | -                            |

| Jornada Libre en este grupo. Solo los Grupos 4, 5, 8 y 12 tuvieron acción en esta fecha con el objetivo de que en la última fecha todos los clubes tengan una cantidad similar de partidos efectuados al finalizar la primera ronda del torneo. | 20 de octubre de 2019 |

| A.D. Santo Domingo | 6 - 2 | Fraternidad F.C.      | 27 de octubre de 2019 | Cancha de Barrio Lourdes   |
| El Bajo F.C.       | 3 - 2 | C.C.D.R. San Pablo    | 27 de octubre de 2019 | Cancha de Bajo Los Molinos |
| Atlético Belén     | 2 - 0 | Fusión Sarapiquí F.C. | 27 de octubre de 2019 | Polideportivo de Belén     |
| Winds F.C.         | Libre | -                     | 27 de octubre de 2019 | -                          |

| Winds F.C.            | 4 - 2 | A.D. Santo Domingo | 3 de noviembre de 2019 | Complejo Deportivo Los Cibeles |
| Fraternidad F.C.      | 1 - 3 | Atlético Belén     | 3 de noviembre de 2019 | Estadio Carlos Alvarado        |
| Fusión Sarapiquí F.C. | 2 - 4 | El Bajo F.C.       | 3 de noviembre de 2019 | Estadio La Virgen, Sarapiquí   |
| C.C.D.R. San Pablo    | Libre | -                  | 3 de noviembre de 2019 | -                              |

| El Bajo F.C.       | 2 - 1 | Fraternidad F.C.      | 10 de noviembre de 2019 | Cancha de Bajo Los Molinos |
| C.C.D.R. San Pablo | 4 - 1 | Fusión Sarapiquí F.C. | 10 de noviembre de 2019 | Cancha Los Expresidentes   |
| Atlético Belén     | 2 - 1 | Winds F.C.            | 10 de noviembre de 2019 | Polideportivo de Belén     |
| A.D. Santo Domingo | Libre | -                     | 10 de noviembre de 2019 | -                          |

| Winds F.C.            | 3 - 4 | El Bajo F.C.       | 17 de noviembre de 2019 | Complejo Deportivo Los Cibeles |
| A.D. Santo Domingo    | 4 - 3 | Atlético Belén     | 17 de noviembre de 2019 | Cancha de Barrio Socorro       |
| Fraternidad F.C.      | 1 - 4 | C.C.D.R. San Pablo | 17 de noviembre de 2019 | Estadio Carlos Alvarado        |
| Fusión Sarapiquí F.C. | Libre | -                  | 17 de noviembre de 2019 | -                              |

| El Bajo F.C.          | Cancelado | A.D. Santo Domingo | 24 de noviembre de 2019 | N/D                          |
| C.C.D.R. San Pablo    | 7 - 1     | Winds F.C.         | 24 de noviembre de 2019 | Cancha Los Expresidentes     |
| Fusión Sarapiquí F.C. | 1 - 2     | Fraternidad F.C.   | 24 de noviembre de 2019 | Estadio La Virgen, Sarapiquí |
| Atlético Belén        | Libre     | -                  | 24 de noviembre de 2019 | -                            |

### Grupo 7:Guanacaste
|    | Equipos                     |  | PJ | PG | PE | PP | GF | GC | Dif. | Pts. | Notas                                 |
| -- | --------------------------- |  | -- | -- | -- | -- | -- | -- | ---- | ---- | ------------------------------------- |
| 1. | Internazionale Liberia F.C. |  | 14 | 11 | 2  | 1  | 34 | 14 | +20  | 35   | Clasificado a la II Fase              |
| 2. | Deportivo Nimboyore         |  | 14 | 9  | 3  | 2  | 37 | 23 | +14  | 30   | Clasificado a la II Fase              |
| 3. | Deportivo Upala F.C.        |  | 14 | 8  | 1  | 5  | 29 | 21 | +8   | 25   | Clasificado a la II Fase              |
| 4. | C.C.D.R. Abangares          |  | 14 | 7  | 2  | 5  | 35 | 32 | +3   | 23   | Clasificado a la II Fase              |
| 5. | Municipal Colorado F.C.     |  | 14 | 6  | 0  | 8  | 26 | 34 | -8   | 18   |                                       |
| 6. | A.D. Cuajiniquil            |  | 14 | 6  | 0  | 8  | 38 | 36 | +2   | 18   | Descenso a Tercera División de LINAFA |
| 7. | Atlético Coco               |  | 14 | 2  | 2  | 10 | 18 | 36 | -18  | 8    | Descenso a Tercera División de LINAFA |
| 8. | Municipal Bagaces           |  | 14 | 2  | 0  | 12 | 17 | 40 | -23  | 6    | Descenso a Tercera División de LINAFA |

Nota: Municipal Colorado F.C. ocupó la quinta posición por mejor resultado en duelo particular contra A.D. Cuajiniquil. 
  Equipo se retiró durante la segunda vuelta de la primera fase del torneo

| Jornada Libre en este grupo. Solo los Grupos 4 y 8 tuvieron acción en esta fecha con el objetivo de que en la última fecha todos los clubes tengan una cantidad similar de partidos efectuados al finalizar la primera ronda del torneo. | 21 de julio de 2019 |

| Atlético Coco       | 1 - 1 | C.C.D.R. Abangares      | 28 de julio de 2019 | Cancha de Playas del Coco      |
| Deportivo Nimboyore | 4 - 1 | Municipal Bagaces       | 28 de julio de 2019 | Cancha Porte Golpe, Nicoya     |
| A.D. Cuajiniquil    | 2 - 3 | Municipal Colorado F.C. | 28 de julio de 2019 | Cancha de Cuajiniquil, La Cruz |
| Inter Liberia F.C.  | 0 - 0 | Deportivo Upala F.C.    | 28 de julio de 2019 | Cancha de Moracia, Liberia     |

| C.C.D.R. Abangares      | 1 - 2 | Inter Liberia F.C.   | 4 de agosto de 2019 | Cancha de Abangares Centro     |
| A.D. Cuajiniquil        | 2 - 3 | Deportivo Upala F.C. | 4 de agosto de 2019 | Cancha de Cuajiniquil, La Cruz |
| Municipal Colorado F.C. | 1 - 2 | Deportivo Nimboyore  | 4 de agosto de 2019 | Cancha de Colorado, Abangares  |
| Municipal Bagaces       | 3 - 2 | Atlético Coco        | 4 de agosto de 2019 | Estadio Municipal de Bagaces   |

| Jornada Libre en este grupo. Solo los Grupos 4, 8, 9, 10, 11 y 12 tuvieron acción en esta fecha con el objetivo de que en la última fecha todos los clubes tengan una cantidad similar de partidos efectuados al finalizar la primera ronda del torneo. | 11 de agosto de 2019 |

| Atlético Coco        | 4 - 1 | Municipal Colorado F.C. | 18 de agosto de 2019     | Cancha de Playas del Coco        |
| Deportivo Nimboyore  | 2 - 1 | A.D. Cuajiniquil        | 18 de agosto de 2019     | Cancha Porte Golpe, Nicoya       |
| Deportivo Upala F.C. | 2 - 1 | C.C.D.R. Abangares      | 18 de agosto de 2019     | Cancha Colonia Puntarenas, Upala |
| Inter Liberia F.C.   | 5 - 0 | Municipal Bagaces       | 15 de septiembre de 2019 | Cancha El Ecológico, Liberia     |

| Deportivo Nimboyore     | 3 - 2 | Deportivo Upala F.C. | 25 de agosto de 2019 | Cancha Porte Golpe, Nicoya     |
| Municipal Colorado F.C. | 0 - 2 | Inter Liberia F.C.   | 25 de agosto de 2019 | Cancha de Colorado, Abangares  |
| A.D. Cuajiniquil        | 2 - 1 | Atlético Coco        | 25 de agosto de 2019 | Cancha de Cuajiniquil, La Cruz |
| Municipal Bagaces       | 3 - 0 | C.C.D.R. Abangares   | 25 de agosto de 2019 | Estadio Municipal de Bagaces   |

| Atlético Coco        | 2 - 2 | Deportivo Nimboyore     | 1 de septiembre de 2019 | Cancha de Playas del Coco        |
| Inter Liberia F.C.   | 2 - 1 | A.D. Cuajiniquil        | 1 de septiembre de 2019 | Cancha El Ecológico, Liberia     |
| C.C.D.R. Abangares   | 3 - 2 | Municipal Colorado F.C. | 1 de septiembre de 2019 | Cancha de Abangares Centro       |
| Deportivo Upala F.C. | 2 - 1 | Municipal Bagaces       | 1 de septiembre de 2019 | Cancha Colonia Puntarenas, Upala |

| Jornada Libre en este grupo. Solo los Grupos 4, 8, 9, 10, 11 y 12 tuvieron acción en esta fecha con el objetivo de que en la última fecha todos los clubes tengan una cantidad similar de partidos efectuados al finalizar la primera ronda del torneo. | 8 de septiembre de 2019 |

| Atlético Coco           | 0 - 1 | Deportivo Upala F.C. | 22 de septiembre de 2019 | Cancha de Playas del Coco      |
| Deportivo Nimboyore     | 1 - 2 | Inter Liberia F.C.   | 22 de septiembre de 2019 | Cancha Porte Golpe, Nicoya     |
| A.D. Cuajiniquil        | 5 - 2 | C.C.D.R. Abangares   | 22 de septiembre de 2019 | Cancha de Cuajiniquil, La Cruz |
| Municipal Colorado F.C. | 4 - 3 | Municipal Bagaces    | 22 de septiembre de 2019 | Cancha de Colorado, Abangares  |

| C.C.D.R. Abangares   | 4 - 3 | Deportivo Nimboyore     | 29 de septiembre de 2019 | Cancha de Abangares Centro       |
| Inter Liberia F.C.   | 4 - 1 | Atlético Coco           | 29 de septiembre de 2019 | Cancha El Ecológico, Liberia     |
| Deportivo Upala F.C. | 5 - 0 | Municipal Colorado F.C. | 29 de septiembre de 2019 | Cancha Colonia Puntarenas, Upala |
| Municipal Bagaces    | 1 - 4 | A.D. Cuajiniquil        | 29 de septiembre de 2019 | Estadio Municipal de Bagaces     |

| C.C.D.R. Abangares      | 8 - 0 | Atlético Coco       | 6 de octubre de 2019 | Cancha de Abangares Centro       |
| Municipal Bagaces       | 1 - 5 | Deportivo Nimboyore | 6 de octubre de 2019 | Estadio Municipal de Bagaces     |
| Municipal Colorado F.C. | 3 - 1 | A.D. Cuajiniquil    | 6 de octubre de 2019 | Cancha de Colorado, Abangares    |
| Deportivo Upala F.C.    | 1 - 2 | Inter Liberia F.C.  | 6 de octubre de 2019 | Cancha Colonia Puntarenas, Upala |

| Inter Liberia F.C.   | 4 - 0 | C.C.D.R. Abangares      | 13 de octubre de 2019 | Cancha El Ecológico, Liberia     |
| Deportivo Upala F.C. | 5 - 2 | A.D. Cuajiniquil        | 13 de octubre de 2019 | Cancha Colonia Puntarenas, Upala |
| Deportivo Nimboyore  | 2 - 1 | Municipal Colorado F.C. | 13 de octubre de 2019 | Cancha Porte Golpe, Nicoya       |
| Atlético Coco        | 2 - 0 | Municipal Bagaces       | 13 de octubre de 2019 | Cancha de Playas del Coco        |

| Jornada Libre en este grupo. Solo los Grupos 4, 5, 8 y 12 tuvieron acción en esta fecha con el objetivo de que en la última fecha todos los clubes tengan una cantidad similar de partidos efectuados al finalizar la primera ronda del torneo. | 20 de octubre de 2019 |

| Municipal Colorado F.C. | 3 - 2 | Atlético Coco        | 27 de octubre de 2019 | Cancha de Colorado, Abangares |
| A.D. Cuajiniquil        | 5 - 6 | Deportivo Nimboyore  | 27 de octubre de 2019 | Estadio Municipal de La Cruz  |
| C.C.D.R. Abangares      | 4 - 2 | Deportivo Upala F.C. | 27 de octubre de 2019 | Cancha de Abangares Centro    |
| Municipal Bagaces       | 2 - 3 | Inter Liberia F.C.   | 27 de octubre de 2019 | Estadio Municipal de Bagaces  |

| Deportivo Upala F.C. | 0 - 2 | Deportivo Nimboyore     | 3 de noviembre de 2019 | Cancha Colonia Puntarenas, Upala |
| Inter Liberia F.C.   | 3 - 1 | Municipal Colorado F.C. | 3 de noviembre de 2019 | Cancha El Ecológico, Liberia     |
| Atlético Coco        | 3 - 5 | A.D. Cuajiniquil        | 3 de noviembre de 2019 | Cancha de Playas del Coco        |
| C.C.D.R. Abangares   | 3 - 1 | Municipal Bagaces       | 3 de noviembre de 2019 | Cancha de Abangares Centro       |

| Deportivo Nimboyore     | 2 - 0* | Atlético Coco        | 10 de noviembre de 2019 | Atlético Coco se retiró del Torneo |
| A.D. Cuajiniquil        | 4 - 1  | Inter Liberia F.C.   | 10 de noviembre de 2019 | Estadio Municipal de La Cruz       |
| Municipal Colorado F.C. | 2 - 3  | C.C.D.R. Abangares   | 10 de noviembre de 2019 | Cancha de Colorado, Abangares      |
| Municipal Bagaces       | 1 - 2  | Deportivo Upala F.C. | 10 de noviembre de 2019 | Estadio Municipal de Bagaces       |

| Deportivo Upala F.C. | 2 - 0* | Atlético Coco           | 17 de noviembre de 2019 | Atlético Coco se retiró del Torneo |
| Inter Liberia F.C.   | 2 - 2  | Deportivo Nimboyore     | 17 de noviembre de 2019 | Cancha El Ecológico, Liberia       |
| C.C.D.R. Abangares   | 4 - 2  | A.D. Cuajiniquil        | 17 de noviembre de 2019 | Cancha de Abangares Centro         |
| Municipal Bagaces    | 0 - 2  | Municipal Colorado F.C. | 17 de noviembre de 2019 | Estadio Municipal de Bagaces       |

| Deportivo Nimboyore     | 1 - 1  | C.C.D.R. Abangares   | 24 de noviembre de 2019 | Cancha Porte Golpe, Nicoya         |
| Atlético Coco           | 0 - 2* | Inter Liberia F.C.   | 24 de noviembre de 2019 | Atlético Coco se retiró del Torneo |
| Municipal Colorado F.C. | 3 - 2  | Deportivo Upala F.C. | 24 de noviembre de 2019 | Cancha de Colorado, Abangares      |
| A.D. Cuajiniquil        | 2 - 0  | Municipal Bagaces    | 24 de noviembre de 2019 | Estadio Municipal de La Cruz       |

### Grupo 8:Puntarenas-Península
|    | Equipos                          |  | PJ | PG | PE | PP | GF | GC | Dif. | Pts. | Notas                                 |
| -- | -------------------------------- |  | -- | -- | -- | -- | -- | -- | ---- | ---- | ------------------------------------- |
| 1. | Deportivo Cabalceta (Santa Cruz) |  | 16 | 11 | 3  | 2  | 50 | 24 | +26  | 36   | Clasificado a la II Fase              |
| 2. | Municipal Paquera F.C.           |  | 15 | 10 | 2  | 3  | 40 | 16 | +24  | 32   | Clasificado a la II Fase              |
| 3. | Puntarenas San Luis F.C          |  | 16 | 10 | 2  | 4  | 42 | 24 | +18  | 32   | Clasificado a la II Fase              |
| 4. | A.D. Hojancheña                  |  | 15 | 8  | 3  | 4  | 40 | 33 | +7   | 27   | Clasificado a la II Fase              |
| 5. | Municipal Nandayure              |  | 16 | 8  | 2  | 6  | 44 | 35 | +9   | 26   |                                       |
| 6. | Esperanza Sur F.C.               |  | 16 | 5  | 3  | 8  | 45 | 63 | -18  | 18   | Descenso a Tercera División de LINAFA |
| 7. | Pitahaya F.C.                    |  | 16 | 5  | 2  | 9  | 36 | 45 | -9   | 17   | Descenso a Tercera División de LINAFA |
| 8. | F.C. San Martín (Nicoya)         |  | 16 | 2  | 3  | 11 | 27 | 51 | -24  | 9    | Descenso a Tercera División de LINAFA |
| 9. | A.D. San Buenaventura            |  | 16 | 0  | 4  | 12 | 27 | 63 | -36  | 4    | Descenso a Tercera División de LINAFA |

 Equipo se retiró durante la segunda vuelta de la primera fase del torneo

| Puntarenas San Luis F.C. | 3 - 1 | A.D. Hojancheña     | 21 de julio de 2019 | Estadio Lito Pérez, Puntarenas  |
| Pitahaya F.C.            | 4 - 2 | F.C. San Martín     | 21 de julio de 2019 | Cancha de Miramar Centro        |
| Municipal Paquera F.C.   | 3 - 0 | San Buenaventura    | 21 de julio de 2019 | Estadio Municipal de Paquera    |
| Deportivo Cabalceta      | 2 - 1 | Municipal Nandayure | 21 de julio de 2019 | Estadio Cacique Diriá, Sta Cruz |
| Esperanza Sur F.C.       | Libre | -                   | 21 de julio de 2019 | -                               |

| Esperanza Sur F.C.  | 2 - 5 | Puntarenas San Luis F.C. | 28 de julio de 2019 | Cancha La Esperanza, Nosara     |
| San Buenaventura    | 3 - 3 | A.D. Hojancheña          | 28 de julio de 2019 | Cancha de San Buenaventura      |
| Deportivo Cabalceta | 4 - 0 | Pitahaya F.C.            | 28 de julio de 2019 | Estadio Cacique Diriá, Sta Cruz |
| F.C. San Martín     | 1 - 3 | Municipal Paquera F.C.   | 28 de julio de 2019 | Cancha de B° San Martín, Nicoya |
| Municipal Nandayure | Libre | -                        | 28 de julio de 2019 | -                               |

| A.D. Hojancheña          | 5 - 3 | Esperanza Sur F.C.  | 4 de agosto de 2019 | Cancha La Gran Vía, Hojancha   |
| San Buenaventura         | 4 - 4 | F.C. San Martín     | 4 de agosto de 2019 | Cancha de San Buenaventura     |
| Municipal Paquera F.C.   | 0 - 0 | Deportivo Cabalceta | 4 de agosto de 2019 | Estadio Municipal de Paquera   |
| Puntarenas San Luis F.C. | 0 - 1 | Municipal Nandayure | 4 de agosto de 2019 | Estadio Lito Pérez, Puntarenas |
| Pitahaya F.C.            | Libre | -                   | 4 de agosto de 2019 | -                              |

| Pitahaya F.C.          | 1 - 1 | Puntarenas San Luis F.C. | 11 de agosto de 2019 | Cancha de Miramar Centro        |
| Municipal Nandayure    | 7 - 3 | Esperanza Sur F.C.       | 11 de agosto de 2019 | Estadio Municipal de Nandayure  |
| Deportivo Cabalceta    | 3 - 1 | San Buenaventura         | 11 de agosto de 2019 | Estadio Cacique Diriá, Sta Cruz |
| F.C. San Martín        | 2 - 2 | A.D. Hojancheña          | 11 de agosto de 2019 | Cancha de B° San Martín, Nicoya |
| Municipal Paquera F.C. | Libre | -                        | 11 de agosto de 2019 | -                               |

| A.D. Hojancheña          | 5 - 4 | Municipal Nandayure    | 18 de agosto de 2019 | Cancha La Gran Vía, Hojancha    |
| Esperanza Sur F.C.       | 6 - 3 | Pitahaya F.C.          | 18 de agosto de 2019 | Cancha La Esperanza, Nosara     |
| Puntarenas San Luis F.C. | 1 - 0 | Municipal Paquera F.C. | 18 de agosto de 2019 | Estadio Lito Pérez, Puntarenas  |
| F.C. San Martín          | 3 - 2 | Deportivo Cabalceta    | 18 de agosto de 2019 | Cancha de B° San Martín, Nicoya |
| San Buenaventura         | Libre | -                      | 18 de agosto de 2019 | -                               |

| Puntarenas San Luis F.C. | 9 - 3 | San Buenaventura    | 25 de agosto de 2019 | Estadio Lito Pérez, Puntarenas  |
| Pitahaya F.C.            | 1 - 2 | Municipal Nandayure | 25 de agosto de 2019 | Cancha de Miramar Centro        |
| Deportivo Cabalceta      | 2 - 1 | A.D. Hojancheña     | 25 de agosto de 2019 | Estadio Cacique Diriá, Sta Cruz |
| Municipal Paquera F.C.   | 3 - 1 | Esperanza Sur F.C.  | 25 de agosto de 2019 | Estadio Municipal de Paquera    |
| F.C. San Martín          | Libre | -                   | 25 de agosto de 2019 | -                               |

| Municipal Nandayure | 0 - 3 | Municipal Paquera F.C.   | 1 de septiembre de 2019 | Estadio Municipal de Nandayure  |
| A.D. Hojancheña     | 3 - 2 | Pitahaya F.C.            | 1 de septiembre de 2019 | Cancha La Gran Vía, Hojancha    |
| San Buenaventura    | 5 - 5 | Esperanza Sur F.C.       | 1 de septiembre de 2019 | Cancha de San Buenaventura      |
| F.C. San Martín     | 1 - 4 | Puntarenas San Luis F.C. | 1 de septiembre de 2019 | Cancha de B° San Martín, Nicoya |
| Deportivo Cabalceta | Libre | -                        | 1 de septiembre de 2019 | -                               |

| Municipal Nandayure      | 9 - 2 | San Buenaventura    | 8 de septiembre de 2019 | Estadio Municipal de Nandayure |
| Municipal Paquera F.C.   | 4 - 1 | Pitahaya F.C.       | 8 de septiembre de 2019 | Estadio Municipal de Paquera   |
| Esperanza Sur F.C.       | 5 - 2 | F.C. San Martín     | 8 de septiembre de 2019 | Cancha La Esperanza, Nosara    |
| Puntarenas San Luis F.C. | 1 - 2 | Deportivo Cabalceta | 8 de septiembre de 2019 | Estadio Lito Pérez, Puntarenas |
| A.D. Hojancheña          | Libre | -                   | 8 de septiembre de 2019 | -                              |

| Deportivo Cabalceta      | 4 - 1 | Esperanza Sur F.C.     | 22 de septiembre de 2019 | Estadio Cacique Diriá, Sta Cruz |
| Pitahaya F.C.            | 3 - 2 | San Buenaventura       | 22 de septiembre de 2019 | Cancha de Miramar Centro        |
| Municipal Nandayure      | 3 - 1 | F.C. San Martín        | 22 de septiembre de 2019 | Estadio Municipal de Nandayure  |
| A.D. Hojancheña          | 2 - 3 | Municipal Paquera F.C. | 22 de septiembre de 2019 | Cancha La Gran Vía, Hojancha    |
| Puntarenas San Luis F.C. | Libre | -                      | 22 de septiembre de 2019 | -                               |

| A.D. Hojancheña     | 2 - 4 | Puntarenas San Luis F.C. | 29 de septiembre de 2019 | Cancha La Gran Vía, Hojancha    |
| F.C. San Martín     | 3 - 4 | Pitahaya F.C.            | 29 de septiembre de 2019 | Cancha de B° San Martín, Nicoya |
| San Buenaventura    | 0 - 5 | Municipal Paquera F.C.   | 29 de septiembre de 2019 | Cancha de San Buenaventura      |
| Municipal Nandayure | 2 - 5 | Deportivo Cabalceta      | 29 de septiembre de 2019 | Estadio Municipal de Nandayure  |
| Esperanza Sur F.C.  | Libre | -                        | 29 de septiembre de 2019 | -                               |

| Puntarenas San Luis F.C. | 4 - 1 | Esperanza Sur F.C.  | 6 de octubre de 2019 | Estadio Lito Pérez, Puntarenas |
| A.D. Hojancheña          | 2 - 0 | San Buenaventura    | 6 de octubre de 2019 | Cancha La Gran Vía, Hojancha   |
| Pitahaya F.C.            | 4 - 6 | Deportivo Cabalceta | 6 de octubre de 2019 | Cancha de Miramar Centro       |
| Municipal Paquera F.C.   | 7 - 0 | F.C. San Martín     | 6 de octubre de 2019 | Estadio Municipal de Paquera   |
| Municipal Nandayure      | Libre | -                   | 6 de octubre de 2019 | -                              |

| Esperanza Sur F.C.  | 3 - 3 | A.D. Hojancheña          | 13 de octubre de 2019 | Cancha La Esperanza, Nosara     |
| F.C. San Martín     | 5 - 3 | San Buenaventura         | 13 de octubre de 2019 | Cancha de B° San Martín, Nicoya |
| Deportivo Cabalceta | 2 - 0 | Municipal Paquera F.C.   | 13 de octubre de 2019 | Estadio Cacique Diriá, Sta Cruz |
| Municipal Nandayure | 2 - 4 | Puntarenas San Luis F.C. | 13 de octubre de 2019 | Estadio Municipal de Nandayure  |
| Pitahaya F.C.       | Libre | -                        | 13 de octubre de 2019 | -                               |

| Puntarenas San Luis F.C. | 3 - 3 | Pitahaya F.C.       | 20 de octubre de 2019 | Estadio Lito Pérez, Puntarenas |
| Esperanza Sur F.C.       | 3 - 3 | Municipal Nandayure | 20 de octubre de 2019 | Cancha La Esperanza, Nosara    |
| San Buenaventura         | 2 - 2 | Deportivo Cabalceta | 20 de octubre de 2019 | Cancha de San Buenaventura     |
| A.D. Hojancheña          | 2 - 1 | F.C. San Martín     | 20 de octubre de 2019 | Cancha La Gran Vía, Hojancha   |
| Municipal Paquera F.C.   | Libre | -                   | 20 de octubre de 2019 | -                              |

| Municipal Nandayure    | 1 - 2 | A.D. Hojancheña          | 27 de octubre de 2019 | Estadio Municipal de Nandayure  |
| Pitahaya F.C.          | 4 - 1 | Esperanza Sur F.C.       | 27 de octubre de 2019 | Cancha de Miramar Centro        |
| Municipal Paquera F.C. | 2 - 1 | Puntarenas San Luis F.C. | 27 de octubre de 2019 | Estadio Municipal de Paquera    |
| Deportivo Cabalceta    | 2 - 2 | F.C. San Martín          | 27 de octubre de 2019 | Estadio Cacique Diriá, Sta Cruz |
| San Buenaventura       | Libre | -                        | 27 de octubre de 2019 | -                               |

| San Buenaventura    | 2 - 4 | Puntarenas San Luis F.C. | 3 de noviembre de 2019 | Cancha de San Buenaventura     |
| Municipal Nandayure | 3 - 2 | Pitahaya F.C.            | 3 de noviembre de 2019 | Estadio Municipal de Nandayure |
| A.D. Hojancheña     | 3 - 0 | Deportivo Cabalceta      | 3 de noviembre de 2019 | Cancha La Gran Vía, Hojancha   |
| Esperanza Sur F.C.  | 5 - 4 | Municipal Paquera F.C.   | 3 de noviembre de 2019 | Cancha La Esperanza, Nosara    |
| F.C. San Martín     | Libre | -                        | 3 de noviembre de 2019 | -                              |

| Municipal Paquera F.C.   | 1 - 1  | Municipal Nandayure | 10 de noviembre de 2019 | Estadio Municipal de Paquera          |
| Pitahaya F.C.            | 1 - 3  | A.D. Hojancheña     | 10 de noviembre de 2019 | Cancha de Miramar Centro              |
| Esperanza Sur F.C.       | 2 - 0* | San Buenaventura    | 10 de noviembre de 2019 | San Buenaventura se retiró del Torneo |
| Puntarenas San Luis F.C. | 2 - 0* | F.C. San Martín     | 10 de noviembre de 2019 | F.C. San Martín se retiró del Torneo  |
| Deportivo Cabalceta      | Libre  | -                   | 10 de noviembre de 2019 | -                                     |

| San Buenaventura    | 0 - 2* | Municipal Nandayure      | 17 de noviembre de 2019 | San Buenaventura se retiró del Torneo |
| Pitahaya F.C.       | 1 - 2  | Municipal Paquera F.C.   | 17 de noviembre de 2019 | Cancha de Miramar Centro              |
| F.C. San Martín     | 0 - 2* | Esperanza Sur F.C.       | 17 de noviembre de 2019 | F.C. San Martín se retiró del Torneo  |
| Deportivo Cabalceta | 3 - 0  | Puntarenas San Luis F.C. | 17 de noviembre de 2019 | Estadio Cacique Diriá, Sta Cruz       |
| A.D. Hojancheña     | Libre  | -                        | 17 de noviembre de 2019 | -                                     |

| Esperanza Sur F.C.       | 3 - 11        | Deportivo Cabalceta | 24 de noviembre de 2019 | Cancha La Esperanza, Nosara                                                                                      |
| San Buenaventura         | 0 - 2*        | Pitahaya F.C.       | 24 de noviembre de 2019 | San Buenaventura se retiró del Torneo                                                                            |
| F.C. San Martín          | 0 - 2*        | Municipal Nandayure | 24 de noviembre de 2019 | F.C. San Martín se retiró del Torneo                                                                             |
| Municipal Paquera F.C.   | No Programado | A.D. Hojancheña     | 24 de noviembre de 2019 | Los equipos solicitaron la no programación del partido debido a que no es de trascendencia para la clasificación |
| Puntarenas San Luis F.C. | Libre         | -                   | 24 de noviembre de 2019 | - |

### Grupo 9:Limón "A"
|    | Equipos                  |  | PJ | PG | PE | PP | GF | GC | Dif. | Pts. | Notas                                 |
| -- | ------------------------ |  | -- | -- | -- | -- | -- | -- | ---- | ---- | ------------------------------------- |
| 1. | A.D. Talentos del Caribe |  | 12 | 7  | 4  | 1  | 35 | 17 | +18  | 25   | Clasificado a la II Fase              |
| 2. | B-Line F.C.              |  | 12 | 5  | 5  | 2  | 31 | 26 | +5   | 20   | Clasificado a la II Fase              |
| 3. | Limón F.C.               |  | 12 | 5  | 5  | 2  | 23 | 21 | +2   | 20   |                                       |
| 4. | Talamanqueña F.C.        |  | 12 | 2  | 5  | 5  | 26 | 30 | -4   | 11   | Descenso a Tercera División de LINAFA |
| 5. | A.D. La Perla            |  | 12 | 0  | 3  | 9  | 17 | 38 | -21  | 3    | Descenso a Tercera División de LINAFA |

| Jornada Libre en este grupo. Solo los Grupos 4 y 8 tuvieron acción en esta fecha con el objetivo de que en la última fecha todos los clubes tengan una cantidad similar de partidos efectuados al finalizar la primera ronda del torneo. | 21 de julio de 2019 |

| A.D. Talentos del Caribe | 3 - 3 | Talamanqueña F.C. | 28 de julio de 2019 | Cancha de Sixaola         |
| Limón F.C.               | 1 - 4 | B-Line F.C.       | 28 de julio de 2019 | Estadio Juan Gobán, Limón |
| A.D. La Perla            | Libre | -                 | 28 de julio de 2019 | -                         |

| B-Line F.C.       | 3 - 1 | A.D. Talentos del Caribe | 4 de agosto de 2019 | Cancha de B-Line, Matina    |
| Talamanqueña F.C. | 3 - 2 | A.D. La Perla            | 4 de agosto de 2019 | Cancha La Guaria, Talamanca |
| Limón F.C.        | Libre | -                        | 4 de agosto de 2019 | -                           |

| A.D. La Perla            | 3 - 4 | B-Line F.C. | 11 de agosto de 2019 | Cancha de Monte Líbano, Matina  |
| A.D. Talentos del Caribe | 0 - 0 | Limón F.C.  | 11 de agosto de 2019 | Cancha de Hone Creek, Talamanca |
| Talamanqueña F.C.        | Libre | -           | 11 de agosto de 2019 | -                               |

| Limón F.C.    | 3 - 1 | Talamanqueña F.C.        | 18 de agosto de 2019 | Estadio Juan Gobán, Limón      |
| A.D. La Perla | 1 - 6 | A.D. Talentos del Caribe | 18 de agosto de 2019 | Cancha de Monte Líbano, Matina |
| B-Line F.C.   | Libre | -                        | 18 de agosto de 2019 | -                              |

| Limón F.C.               | 1 - 1 | A.D. La Perla     | 25 de agosto de 2019 | Estadio Juan Gobán, Limón |
| B-Line F.C.              | 2 - 2 | Talamanqueña F.C. | 25 de agosto de 2019 | Cancha de B-Line, Matina  |
| A.D. Talentos del Caribe | Libre | -                 | 25 de agosto de 2019 | -                         |

| Jornada Libre en este grupo. Solo los Grupos del 1 al 8 tuvieron acción en esta fecha con el objetivo de que en la última fecha todos los clubes tengan una cantidad similar de partidos efectuados al finalizar la primera ronda del torneo. | 1 de septiembre de 2019 |

| Talamanqueña F.C. | 0 - 2 | A.D. Talentos del Caribe | 8 de septiembre de 2019 | Cancha de Hone Creek, Talamanca |
| B-Line F.C.       | 1 - 1 | Limón F.C.               | 8 de septiembre de 2019 | Cancha de B-Line, Matina        |
| A.D. La Perla     | Libre | -                        | 8 de septiembre de 2019 | -                               |

| A.D. Talentos del Caribe | 3 - 0 | B-Line F.C.       | 22 de septiembre de 2019 | Cancha de Puerto Viejo, Talamanca |
| A.D. La Perla            | 2 - 5 | Talamanqueña F.C. | 22 de septiembre de 2019 | Cancha de Monte Líbano, Matina    |
| Limón F.C.               | Libre | -                 | 22 de septiembre de 2019 | -                                 |

| B-Line F.C.       | 3 - 1 | A.D. La Perla            | 29 de septiembre de 2019 | Cancha de B-Line, Matina  |
| Limón F.C.        | 1 - 1 | A.D. Talentos del Caribe | 29 de septiembre de 2019 | Estadio Juan Gobán, Limón |
| Talamanqueña F.C. | Libre | -                        | 29 de septiembre de 2019 | -                         |

| Talamanqueña F.C.        | 2 - 4 | Limón F.C.    | 6 de octubre de 2019 | Cancha La Guaria, Talamanca       |
| A.D. Talentos del Caribe | 6 - 2 | A.D. La Perla | 6 de octubre de 2019 | Cancha de Puerto Viejo, Talamanca |
| B-Line F.C.              | Libre | -             | 6 de octubre de 2019 | -                                 |

| A.D. La Perla            | 0 - 2 | Limón F.C.  | 13 de octubre de 2019 | Cancha de Monte Líbano, Matina |
| Talamanqueña F.C.        | 1 - 1 | B-Line F.C. | 13 de octubre de 2019 | Cancha La Guaria, Talamanca    |
| A.D. Talentos del Caribe | Libre | -           | 13 de octubre de 2019 | -                              |

| Jornada Libre en este grupo. Solo los Grupos 4, 5, 8 y 12 tuvieron acción en esta fecha con el objetivo de que en la última fecha todos los clubes tengan una cantidad similar de partidos efectuados al finalizar la primera ronda del torneo. | 20 de octubre de 2019 |

| A.D. Talentos del Caribe | 2 - 2 | Talamanqueña F.C. | 27 de octubre de 2019 | Cancha de Puerto Viejo, Talamanca |
| B-Line F.C.              | 3 - 3 | Limón F.C.        | 27 de octubre de 2019 | Cancha de B-Line, Matina          |
| A.D. La Perla            | Libre | -                 | 27 de octubre de 2019 | -                                 |

| A.D. Talentos del Caribe | 4 - 3 | B-Line F.C.   | 3 de noviembre de 2019 | Cancha de Puerto Viejo, Talamanca |
| Talamanqueña F.C.        | 2 - 2 | A.D. La Perla | 3 de noviembre de 2019 | Cancha La Guaria, Talamanca       |
| Limón F.C.               | Libre | -             | 3 de noviembre de 2019 | -                                 |

| B-Line F.C.              | 3 - 3 | A.D. La Perla | 10 de noviembre de 2019 | Cancha de B-Line, Matina          |
| A.D. Talentos del Caribe | 6 - 2 | Limón F.C.    | 10 de noviembre de 2019 | Cancha de Puerto Viejo, Talamanca |
| Talamanqueña F.C.        | Libre | -             | 10 de noviembre de 2019 | -                                 |

| Limón F.C.               | 3 - 2 | Talamanqueña F.C. | 17 de noviembre de 2019 | Estadio Juan Gobán, Limón         |
| A.D. Talentos del Caribe | 1 - 0 | A.D. La Perla     | 17 de noviembre de 2019 | Cancha de Puerto Viejo, Talamanca |
| B-Line F.C.              | Libre | -                 | 17 de noviembre de 2019 | -                                 |

| Limón F.C.               | 2 - 0 | A.D. La Perla     | 24 de noviembre de 2019 | Estadio Juan Gobán, Limón |
| B-Line F.C.              | 4 - 3 | Talamanqueña F.C. | 24 de noviembre de 2019 | Cancha de B-Line, Matina  |
| A.D. Talentos del Caribe | Libre | -                 | 24 de noviembre de 2019 | -                         |

### Grupo 10:Limón "B"
|    | Equipos                  |  | PJ | PG | PE | PP | GF | GC | Dif. | Pts. | Notas                                 |
| -- | ------------------------ |  | -- | -- | -- | -- | -- | -- | ---- | ---- | ------------------------------------- |
| 1. | A.D. Cariari Pococí (D)  |  | 11 | 8  | 3  | 0  | 26 | 14 | +12  | 27   | Clasificado a la II Fase              |
| 2. | Caribe Roots F.C.        |  | 11 | 4  | 6  | 1  | 15 | 8  | +7   | 18   | Clasificado a la II Fase              |
| 3. | A.D. Fútbol de Siquirres |  | 11 | 5  | 3  | 3  | 23 | 17 | +6   | 18   |                                       |
| 4. | A.D. Alianza Díaz        |  | 11 | 1  | 0  | 10 | 9  | 23 | -14  | 3    | Descenso a Tercera División de LINAFA |
| 5. | Bataán F.C.              |  | 8  | 1  | 2  | 5  | 7  | 18 | -11  | 5    | Descenso a Tercera División de LINAFA |

(D): Equipo que Descendió de la Liga de Ascenso (Segunda División) 2018-2019 

 Equipo se retiró durante la segunda vuelta de la primera fase del torneo

| Jornada Libre en este grupo. Solo los Grupos 4 y 8 tuvieron acción en esta fecha con el objetivo de que en la última fecha todos los clubes tengan una cantidad similar de partidos efectuados al finalizar la primera ronda del torneo. | 21 de julio de 2019 |

| Bataán F.C.       | 1 - 1 | Caribe Roots F.C.   | 28 de julio de 2019 | Cancha de Bataan, Matina        |
| A.D. Alianza Díaz | 0 - 1 | A.D. Cariari Pococí | 28 de julio de 2019 | Cancha de B° El Broncón, Pococí |
| A.D.F. Siquirres  | Libre | -                   | 28 de julio de 2019 | -                               |

| A.D. Cariari Pococí | 4 - 2 | Bataán F.C.      | 4 de agosto de 2019 | Estadio Comunal de Cariari       |
| Caribe Roots F.C.   | 3 - 0 | A.D.F. Siquirres | 4 de agosto de 2019 | Estadio Ebal Rodríguez, Guápiles |
| A.D. Alianza Díaz   | Libre | -                | 4 de agosto de 2019 | -                                |

| Bataán F.C.       | 2 - 1 | A.D. Alianza Díaz   | 11 de agosto de 2019 | Cancha de Bataan, Matina      |
| A.D.F. Siquirres  | 2 - 3 | A.D. Cariari Pococí | 11 de agosto de 2019 | Cancha de El Cairo, Siquirres |
| Caribe Roots F.C. | Libre | -                   | 11 de agosto de 2019 | -                             |

| A.D. Alianza Díaz   | 0 - 2 | Caribe Roots F.C. | 18 de agosto de 2019 | Cancha de B° El Broncón, Pococí |
| A.D.F. Siquirres    | 3 - 0 | Bataán F.C.       | 18 de agosto de 2019 | Cancha de El Cairo, Siquirres   |
| A.D. Cariari Pococí | Libre | -                 | 18 de agosto de 2019 | -                               |

| A.D. Alianza Díaz   | 0 - 2 | A.D.F. Siquirres  | 25 de agosto de 2019 | Cancha de B° El Broncón, Pococí |
| A.D. Cariari Pococí | 0 - 0 | Caribe Roots F.C. | 25 de agosto de 2019 | Estadio Comunal de Cariari      |
| Bataán F.C.         | Libre | -                 | 25 de agosto de 2019 | -                               |

| Jornada Libre en este grupo. Solo los Grupos del 1 al 8 tuvieron acción en esta fecha con el objetivo de que en la última fecha todos los clubes tengan una cantidad similar de partidos efectuados al finalizar la primera ronda del torneo. | 1 de septiembre de 2019 |

| Caribe Roots F.C.   | 0 - 0 | Bataán F.C.       | 8 de septiembre de 2019 | Estadio Ebal Rodríguez, Guápiles |
| A.D. Cariari Pococí | 1 - 0 | A.D. Alianza Díaz | 8 de septiembre de 2019 | Estadio Comunal de Cariari       |
| A.D.F. Siquirres    | Libre | -                 | 8 de septiembre de 2019 | -                                |

| Bataán F.C.       | 1 - 4 | A.D. Cariari Pococí | 22 de septiembre de 2019 | Cancha de Bataan, Matina      |
| A.D.F. Siquirres  | 1 - 1 | Caribe Roots F.C.   | 22 de septiembre de 2019 | Cancha de El Cairo, Siquirres |
| A.D. Alianza Díaz | Libre | -                   | 22 de septiembre de 2019 | -                             |

| A.D. Alianza Díaz   | 3 - 1 | Bataán F.C.      | 29 de septiembre de 2019 | Cancha de B° El Broncón, Pococí |
| A.D. Cariari Pococí | 3 - 3 | A.D.F. Siquirres | 29 de septiembre de 2019 | Estadio Comunal de Cariari      |
| Caribe Roots F.C.   | Libre | -                | 29 de septiembre de 2019 | -                               |

| Caribe Roots F.C.   | 2 - 1  | A.D. Alianza Díaz | 6 de octubre de 2019 | Estadio Ebal Rodríguez, Guápiles |
| Bataán F.C.         | 0 - 2* | A.D.F. Siquirres  | 6 de octubre de 2019 | Bataán F.C. se retiró del Torneo |
| A.D. Cariari Pococí | Libre  | -                 | 6 de octubre de 2019 | -                                |

| A.D.F. Siquirres  | 4 - 2 | A.D. Alianza Díaz   | 13 de octubre de 2019 | Cancha de El Cairo, Siquirres    |
| Caribe Roots F.C. | 1 - 1 | A.D. Cariari Pococí | 13 de octubre de 2019 | Estadio Ebal Rodríguez, Guápiles |
| Bataán F.C.       | Libre | -                   | 13 de octubre de 2019 | -                                |

| Jornada Libre en este grupo. Solo los Grupos 4, 5, 8 y 12 tuvieron acción en esta fecha con el objetivo de que en la última fecha todos los clubes tengan una cantidad similar de partidos efectuados al finalizar la primera ronda del torneo. | 20 de octubre de 2019 |

| A.D. Cariari Pococí | 4 - 2 | A.D. Alianza Díaz | 27 de octubre de 2019 | Estadio Comunal de Cariari |
| Caribe Roots F.C.   | Libre | -                 | 27 de octubre de 2019 | -                          |
| A.D.F. Siquirres    | Libre | -                 | 27 de octubre de 2019 | -                          |

| Caribe Roots F.C.   | 2 - 2 | A.D.F. Siquirres | 3 de noviembre de 2019 | Estadio Ebal Rodríguez, Guápiles |
| A.D. Alianza Díaz   | Libre | -                | 3 de noviembre de 2019 | -                                |
| A.D. Cariari Pococí | Libre | -                | 3 de noviembre de 2019 | -                                |

| A.D. Cariari Pococí | 3 - 2 | A.D.F. Siquirres | 10 de noviembre de 2019 | Estadio Comunal de Cariari |
| A.D. Alianza Díaz   | Libre | -                | 10 de noviembre de 2019 | -                          |
| Caribe Roots F.C.   | Libre | -                | 10 de noviembre de 2019 | -                          |

| Caribe Roots F.C.   | 2 - 0 | A.D. Alianza Díaz | 17 de noviembre de 2019 | Estadio Ebal Rodríguez, Guápiles |
| A.D. Cariari Pococí | Libre | -                 | 17 de noviembre de 2019 | -                                |
| A.D.F. Siquirres    | Libre | -                 | 17 de noviembre de 2019 | -                                |

| A.D.F. Siquirres    | 2 - 0 | A.D. Alianza Díaz | 24 de noviembre de 2019 | Cancha de El Cairo, Siquirres |
| A.D. Cariari Pococí | 2 - 1 | Caribe Roots F.C. | 24 de noviembre de 2019 | Estadio Comunal de Cariari    |

### Grupo 11:Puntarenas-Zona Sur "A"
|    | Equipos                        |  | PJ | PG | PE | PP | GF | GC | Dif. | Pts. | Notas                                 |
| -- | ------------------------------ |  | -- | -- | -- | -- | -- | -- | ---- | ---- | ------------------------------------- |
| 1. | La Makina F.C.                 |  | 12 | 7  | 4  | 1  | 43 | 26 | +17  | 25   | Clasificado a la II Fase              |
| 2. | A.D. Osa F.C.                  |  | 12 | 6  | 4  | 2  | 32 | 19 | +13  | 22   | Clasificado a la II Fase              |
| 3. | A.D. Cambute (Quepos)          |  | 12 | 4  | 5  | 3  | 27 | 24 | +3   | 17   |                                       |
| 4. | Municipal Quepos               |  | 12 | 4  | 5  | 3  | 26 | 19 | +7   | 17   | Descenso a Tercera División de LINAFA |
| 5. | Deportivo Herradura (Garabito) |  | 12 | 0  | 0  | 12 | 11 | 51 | -40  | 0    | Descenso a Tercera División de LINAFA |

Nota: A.D. Cambute ocupó la quinta posición por mejor resultado en duelo particular contra Municipal Quepos.

| Jornada Libre en este grupo. Solo los Grupos 4 y 8 tuvieron acción en esta fecha con el objetivo de que en la última fecha todos los clubes tengan una cantidad similar de partidos efectuados al finalizar la primera ronda del torneo. | 21 de julio de 2019 |

| La Makina F.C.      | 4 - 3 | A.D. Cambute  | 28 de julio de 2019 | Polidep. Alex Sánchez, San Isidro PZ |
| Deportivo Herradura | 0 - 4 | A.D. Osa F.C. | 28 de julio de 2019 | Cancha de Herradura, Garabito        |
| Municipal Quepos    | Libre | -             | 28 de julio de 2019 | -                                    |

| A.D. Cambute        | 2 - 2 | Municipal Quepos | 4 de agosto de 2019 | Cancha de Finca Damas, Quepos |
| A.D. Osa F.C.       | 4 - 5 | La Makina F.C.   | 4 de agosto de 2019 | Cancha del Liceo Pacífico Sur |
| Deportivo Herradura | Libre | -                | 4 de agosto de 2019 | -                             |

| Municipal Quepos | 0 - 0 | A.D. Osa F.C.       | 11 de agosto de 2019 | Cancha de Finca Damas, Quepos        |
| La Makina F.C.   | 3 - 0 | Deportivo Herradura | 11 de agosto de 2019 | Polidep. Alex Sánchez, San Isidro PZ |
| A.D. Cambute     | Libre | -                   | 11 de agosto de 2019 | -                                    |

| Municipal Quepos    | 3 - 3 | La Makina F.C. | 18 de agosto de 2019 | Cancha de Finca Damas, Quepos |
| Deportivo Herradura | 1 - 2 | A.D. Cambute   | 18 de agosto de 2019 | Cancha de Herradura, Garabito |
| A.D. Osa F.C.       | Libre | -              | 18 de agosto de 2019 | -                             |

| A.D. Osa F.C.       | 2 - 0 (*) | A.D. Cambute     | 25 de agosto de 2019 | Cancha del Liceo Pacífico Sur |
| Deportivo Herradura | 1 - 2     | Municipal Quepos | 25 de agosto de 2019 | Cancha de Herradura, Garabito |
| La Makina F.C.      | Libre     | -                | 25 de agosto de 2019 | -                             |

| Jornada Libre en este grupo. Solo los Grupos del 1 al 8 tuvieron acción en esta fecha con el objetivo de que en la última fecha todos los clubes tengan una cantidad similar de partidos efectuados al finalizar la primera ronda del torneo. | 1 de septiembre de 2019 |

| A.D. Cambute     | 4 - 4 | La Makina F.C.      | 8 de septiembre de 2019 | Estadio de Palma Tica, Quepos      |
| A.D. Osa F.C.    | 5 - 0 | Deportivo Herradura | 8 de septiembre de 2019 | Estadio Municipal de Ciudad Cortés |
| Municipal Quepos | Libre | -                   | 8 de septiembre de 2019 | -                                  |

| Municipal Quepos    | 1 - 2 | A.D. Cambute  | 22 de septiembre de 2019 | Estadio de Palma Tica, Quepos        |
| La Makina F.C.      | 2 - 2 | A.D. Osa F.C. | 22 de septiembre de 2019 | Polidep. Alex Sánchez, San Isidro PZ |
| Deportivo Herradura | Libre | -             | 22 de septiembre de 2019 | -                                    |

| A.D. Osa F.C.       | 3 - 2 | Municipal Quepos | 29 de septiembre de 2019 | Estadio Municipal de Ciudad Cortés |
| Deportivo Herradura | 1 - 4 | La Makina F.C.   | 29 de septiembre de 2019 | Cancha de Herradura, Garabito      |
| A.D. Cambute        | Libre | -                | 29 de septiembre de 2019 | -                                  |

| La Makina F.C. | 2 - 5 | Municipal Quepos    | 6 de octubre de 2019 | Polidep. Alex Sánchez, San Isidro PZ |
| A.D. Cambute   | 3 - 2 | Deportivo Herradura | 6 de octubre de 2019 | Estadio de Palma Tica, Quepos        |
| A.D. Osa F.C.  | Libre | -                   | 6 de octubre de 2019 | -                                    |

| A.D. Cambute     | 2 - 3 | A.D. Osa F.C.       | 13 de octubre de 2019 | Estadio de Palma Tica, Quepos |
| Municipal Quepos | 1 - 0 | Deportivo Herradura | 13 de octubre de 2019 | Estadio de Palma Tica, Quepos |
| La Makina F.C.   | Libre | -                   | 13 de octubre de 2019 | -                             |

| Jornada Libre en este grupo. Solo los Grupos 4, 5, 8 y 12 tuvieron acción en esta fecha con el objetivo de que en la última fecha todos los clubes tengan una cantidad similar de partidos efectuados al finalizar la primera ronda del torneo. | 20 de octubre de 2019 |

| La Makina F.C.   | 1 - 1 | A.D. Cambute        | 27 de octubre de 2019 | Cancha de Finca Damas, Quepos      |
| A.D. Osa F.C.    | 4 - 2 | Deportivo Herradura | 27 de octubre de 2019 | Estadio Municipal de Ciudad Cortés |
| Municipal Quepos | Libre | -                   | 27 de octubre de 2019 | -                                  |

| A.D. Cambute        | 1 - 1 | Municipal Quepos | 3 de noviembre de 2019 | Estadio de Palma Tica, Quepos        |
| La Makina F.C.      | 3 - 2 | A.D. Osa F.C.    | 3 de noviembre de 2019 | Polidep. Alex Sánchez, San Isidro PZ |
| Deportivo Herradura | Libre | -                | 3 de noviembre de 2019 | -                                    |

| A.D. Osa F.C.  | 2 - 2  | Municipal Quepos    | 10 de noviembre de 2019 | Estadio Municipal de Ciudad Cortés   |
| La Makina F.C. | 10 - 1 | Deportivo Herradura | 10 de noviembre de 2019 | Polidep. Alex Sánchez, San Isidro PZ |
| A.D. Cambute   | Libre  | -                   | 10 de noviembre de 2019 | -                                    |

| Municipal Quepos | 0 - 2 | La Makina F.C.      | 17 de noviembre de 2019 | Cancha de Rancho Grande, Quepos |
| A.D. Cambute     | 6 - 2 | Deportivo Herradura | 17 de noviembre de 2019 | Estadio de Palma Tica, Quepos   |
| A.D. Osa F.C.    | Libre | -                   | 17 de noviembre de 2019 | -                               |

| A.D. Osa F.C.    | 1 - 1 | A.D. Cambute        | 24 de noviembre de 2019 | Cancha del Liceo Pacífico Sur   |
| Municipal Quepos | 7 - 1 | Deportivo Herradura | 24 de noviembre de 2019 | Cancha de Rancho Grande, Quepos |
| La Makina F.C.   | Libre | -                   | 24 de noviembre de 2019 | -                               |

### Grupo 12:Puntarenas-Zona Sur "B"
|    | Equipos                  |  | PJ | PG | PE | PP | GF | GC | Dif. | Pts. | Notas                                 |
| -- | ------------------------ |  | -- | -- | -- | -- | -- | -- | ---- | ---- | ------------------------------------- |
| 1. | Municipal Coto Brus      |  | 8  | 6  | 0  | 2  | 23 | 7  | +16  | 18   | Clasificado a la II Fase              |
| 2. | Municipal Corredores     |  | 8  | 5  | 0  | 3  | 14 | 13 | +1   | 15   | Clasificado a la II Fase              |
| 3. | Puerto Golfito F.C. "B"  |  | 8  | 4  | 1  | 3  | 12 | 15 | -3   | 13   |                                       |
| 4. | A.D. Golfito Zona Sur    |  | 8  | 0  | 1  | 7  | 7  | 21 | -14  | 1    | Descenso a Tercera División de LINAFA |
| 5. | A.D. Colorado Corredores |  | -  | -  | -  | -  | -  | -  | -    | -    | Descenso a Tercera División de LINAFA |

 Equipo se retiró del Torneo 

| Jornada Libre en este grupo. Solo los Grupos 4 y 8 tuvieron acción en esta fecha con el objetivo de que en la última fecha todos los clubes tengan una cantidad similar de partidos efectuados al finalizar la primera ronda del torneo. | 21 de julio de 2019 |

| Municipal Coto Brus   | 3 - 0         | Municipal Corredores     | 27 de julio de 2019 | Estadio Hamilton Villalobos         |
| A.D. Golfito Zona Sur | Cancelado (*) | A.D. Colorado Corredores | 27 de julio de 2019 | Polideportivo de Río Claro, Golfito |
| Puerto Golfito F.C.   | Libre         | -                        | 27 de julio de 2019 | -                                   |

| Municipal Corredores     | 3 - 2       | Puerto Golfito F.C. | 3 de agosto de 2019 | Cancha La Cartonera, Ciudad Neilly |
| A.D. Colorado Corredores | Anulado (*) | Municipal Coto Brus | 4 de agosto de 2019 | Cancha de Colorado, Corredores     |
| A.D. Golfito Zona Sur    | Libre       | -                   | 4 de agosto de 2019 | -                                  |

| Puerto Golfito F.C.  | Anulado (*) | A.D. Colorado Corredores | 11 de agosto de 2019 | Polideportivo de Río Claro, Golfito |
| Municipal Coto Brus  | 2 - 1       | A.D. Golfito Zona Sur    | 11 de agosto de 2019 | Estadio Hamilton Villalobos         |
| Municipal Corredores | Libre       | -                        | 11 de agosto de 2019 | -                                   |

| A.D. Golfito Zona Sur    | 1 - 2     | Municipal Corredores | 18 de agosto de 2019 | Polideportivo de Río Claro, Golfito |
| Puerto Golfito F.C.      | 3 - 2     | Municipal Coto Brus  | 18 de agosto de 2019 | Polideportivo de Río Claro, Golfito |
| A.D. Colorado Corredores | Se Retiró | -                    | 18 de agosto de 2019 | -                                   |

| A.D. Golfito Zona Sur    | 1 - 1             | Puerto Golfito F.C.  | 25 de agosto de 2019 | Polideportivo de Río Claro, Golfito |
| A.D. Colorado Corredores | No Programado (*) | Municipal Corredores | 25 de agosto de 2019 | -                                   |
| Municipal Coto Brus      | Libre             | -                    | 25 de agosto de 2019 | -                                   |

| Jornada Libre en este grupo. Solo los Grupos del 1 al 8 tuvieron acción en esta fecha con el objetivo de que en la última fecha todos los clubes tengan una cantidad similar de partidos efectuados al finalizar la primera ronda del torneo. | 1 de septiembre de 2019 |

| Municipal Corredores     | 0 - 3             | Municipal Coto Brus   | 8 de septiembre de 2019 | Cancha La Cartonera, Ciudad Neilly |
| A.D. Colorado Corredores | No Programado (*) | A.D. Golfito Zona Sur | 8 de septiembre de 2019 | -                                  |
| Puerto Golfito F.C.      | Libre             | -                     | 8 de septiembre de 2019 | -                                  |

| Puerto Golfito F.C.      | 2 - 1             | A.D. Golfito Zona Sur | 22 de septiembre de 2019 | Polideportivo de Río Claro, Golfito |
| A.D. Colorado Corredores | No Programado (*) | Municipal Coto Brus   | 22 de septiembre de 2019 | -                                   |
| Municipal Corredores     | Libre             | -                     | 22 de septiembre de 2019 | -                                   |

| Jornada Libre en este grupo. Solo los Grupos 1, 2, 3, 4, 6, 7, 8, 9, 10 y 11 tuvieron acción en esta fecha con el objetivo de que en la última fecha todos los clubes tengan una cantidad similar de partidos efectuados al finalizar la primera ronda del torneo. | 29 de septiembre de 2019 |

| Puerto Golfito F.C.   | 2 - 1 | Municipal Corredores | 13 de octubre de 2019 | Polideportivo de Río Claro, Golfito |
| A.D. Golfito Zona Sur | 1 - 6 | Municipal Coto Brus  | 6 de octubre de 2019  | Polideportivo de Río Claro, Golfito |

| Jornada Libre en este grupo. Solo los Grupos 1, 2, 3, 4, 6, 7, 8, 9, 10 y 11 tuvieron acción en esta fecha con el objetivo de que en la última fecha todos los clubes tengan una cantidad similar de partidos efectuados al finalizar la primera ronda del torneo. | 13 de octubre de 2019 |

| Municipal Coto Brus  | 4 - 0 | Puerto Golfito F.C.   | 19 de octubre de 2019 | Estadio Hamilton Villalobos    |
| Municipal Corredores | 4 - 1 | A.D. Golfito Zona Sur | 20 de octubre de 2019 | Cancha de Colorado, Corredores |

| Jornada Libre en este grupo. Solo los Grupos 1, 2, 3, 4, 6, 7, 8, 9, 10 y 11 tuvieron acción en esta fecha con el objetivo de que en la última fecha todos los clubes tengan una cantidad similar de partidos efectuados al finalizar la primera ronda del torneo. | 27 de octubre de 2019 |

| Jornada Libre en este grupo. Los demás grupos tuvieron acción en esta fecha con el objetivo de que en la última fecha todos los clubes tengan una cantidad similar de partidos efectuados al finalizar la primera ronda del torneo. | 3 de noviembre de 2019 |

| Municipal Coto Brus | 1 - 2 | Municipal Corredores  | 10 de noviembre de 2019 | Estadio Hamilton Villalobos         |
| Puerto Golfito F.C. | 2 - 1 | A.D. Golfito Zona Sur | 10 de noviembre de 2019 | Polideportivo de Río Claro, Golfito |

| Puerto Golfito F.C. | 0 - 2 | Municipal Corredores  | 17 de noviembre de 2019 | Polideportivo de Río Claro, Golfito |
| Municipal Coto Brus | 2 - 0 | A.D. Golfito Zona Sur | 17 de noviembre de 2019 | Estadio Hamilton Villalobos         |

| Municipal Corredores | No Programado | A.D. Golfito Zona Sur | Los equipos solicitaron la no programación de los partidos debido a que no son de trascendencia para la clasificación a la II Ronda. | N/D |
| Municipal Coto Brus  | No Programado | Puerto Golfito F.C.   | Los equipos solicitaron la no programación de los partidos debido a que no son de trascendencia para la clasificación a la II Ronda. | N/D |

## Segunda Fase: Cuadrangulares

### Cuadrangular 1:San José "A"
|    | Equipos         |  | PJ | PG | PE | PP | GF | GC | Dif. | Pts. | Notas                     |
| -- | --------------- |  | -- | -- | -- | -- | -- | -- | ---- | ---- | ------------------------- |
| 1. | Santander F.C.  |  | 6  | 4  | 1  | 1  | 15 | 11 | +4   | 13   | Clasificado a la III Fase |
| 2. | A.F.C. Gallada  |  | 6  | 2  | 2  | 2  | 12 | 10 | +2   | 8    | Clasificado a la III Fase |
| 3. | Academia Acosta |  | 6  | 2  | 1  | 3  | 9  | 11 | -2   | 7    |                           |
| 4. | San Miguel F.C. |  | 6  | 1  | 2  | 3  | 10 | 14 | -4   | 5    |                           |

| Academia Acosta | 1 - 3 | A.F.C. Gallada | 1 de diciembre de 2019 | Estadio Felipe Monge, Chirraca Acosta |
| San Miguel F.C. | 2 - 3 | Santander F.C. | 1 de diciembre de 2019 | Cancha de Jericó, Desamparados        |

| A.F.C. Gallada  | 1 - 1 | Santander F.C.  | 8 de diciembre de 2019 | Cancha de Gravilias, Desamparados     |
| Academia Acosta | 1 - 2 | San Miguel F.C. | 8 de diciembre de 2019 | Estadio Felipe Monge, Chirraca Acosta |

| San Miguel F.C. | 2 - 2 | A.F.C. Gallada  | 15 de diciembre de 2019 | Cancha de Jericó, Desamparados |
| Santander F.C.  | 3 - 1 | Academia Acosta | 15 de diciembre de 2019 | Estadio ST. Center, Aserrí     |

| A.F.C. Gallada | 0 - 2* | Academia Acosta | 12 de enero de 2020 | Cancha de Desamparados Centro |
| Santander F.C. | 3 - 2  | San Miguel F.C. | 12 de enero de 2020 | Estadio ST. Center, Aserrí    |

| Santander F.C.  | 3 - 2 | A.F.C. Gallada  | 19 de enero de 2020 | Estadio ST. Center, Aserrí    |
| San Miguel F.C. | 1 - 1 | Academia Acosta | 19 de enero de 2020 | Cancha de Desamparados Centro |

| Academia Acosta | 3 - 2 | Santander F.C.  | 26 de enero de 2020 | Cancha de Acosta Centro         |
| A.F.C. Gallada  | 4 - 1 | San Miguel F.C. | 26 de enero de 2020 | Cancha de Guatuso, Desamparados |

### Cuadrangular 2:San José "B"
|    | Equipos              |  | PJ | PG | PE | PP | GF | GC | Dif. | Pts. | Notas                     |
| -- | -------------------- |  | -- | -- | -- | -- | -- | -- | ---- | ---- | ------------------------- |
| 1. | C. D. Pavas          |  | 6  | 4  | 1  | 1  | 18 | 9  | +9   | 13   | Clasificado a la III Fase |
| 2. | Microfútbol Tibás    |  | 6  | 3  | 1  | 2  | 13 | 10 | +3   | 10   | Clasificado a la III Fase |
| 3. | A.D. Sagrada Familia |  | 6  | 3  | 0  | 3  | 8  | 11 | -3   | 9    |                           |
| 4. | Bossmati F.C.        |  | 6  | 1  | 0  | 5  | 6  | 15 | -9   | 3    |                           |

| Sagrada Familia | 3 - 2 | Pavas F.C.        | 1 de diciembre de 2019 | Estadio Teodoro Picado     |
| Bossmati F.C.   | 2 - 0 | Microfútbol Tibás | 1 de diciembre de 2019 | Cancha de Río Oro, Sta Ana |

| Pavas F.C.      | 5 - 3 | Microfútbol Tibás | 8 de diciembre de 2019 | Cancha de San Sebastián |
| Sagrada Familia | 2 - 1 | Bossmati F.C.     | 8 de diciembre de 2019 | Estadio Teodoro Picado  |

| Microfútbol Tibás | 4 - 1 | Sagrada Familia | 1 de diciembre de 2019 | Estadio Coyella Fonseca    |
| Bossmati F.C.     | 1 - 3 | Pavas F.C.      | 1 de diciembre de 2019 | Cancha de Río Oro, Sta Ana |

| Pavas F.C.        | 1 - 0 | Sagrada Familia | 12 de enero de 2020 | Cancha de Hatillo 4 |
| Microfútbol Tibás | 2 - 1 | Bossmati F.C.   | 12 de enero de 2020 | Estadio Sanjuañeno  |

| Microfútbol Tibás | 1 - 1  | Pavas F.C.      | 19 de enero de 2020 | Estadio Coyella Fonseca    |
| Bossmati F.C.     | 0 - 2* | Sagrada Familia | 19 de enero de 2020 | Cancha de Río Oro, Sta Ana |

| Sagrada Familia | 0 - 3 | Microfútbol Tibás | 26 de enero de 2020 | Estadio Teodoro Picado    |
| Pavas F.C.      | 6 - 1 | Bossmati F.C.     | 26 de enero de 2020 | Estadio Ernesto Rohrmoser |

### Cuadrangular 3:Alajuela "A"
|    | Equipos                |  | PJ | PG | PE | PP | GF | GC | Dif. | Pts. | Notas                     |
| -- | ---------------------- |  | -- | -- | -- | -- | -- | -- | ---- | ---- | ------------------------- |
| 1. | A.C.F. Turrucares      |  | 5  | 3  | 2  | 0  | 19 | 3  | +16  | 11   | Clasificado a la III Fase |
| 2. | Selección de Canoas    |  | 5  | 3  | 1  | 1  | 13 | 6  | +7   | 10   | Clasificado a la III Fase |
| 3. | A.D. A.B.C. San Rafael |  | 5  | 1  | 1  | 3  | 4  | 17 | -13  | 4    |                           |
| 4. | Municipal Orotina      |  | 5  | 1  | 0  | 4  | 3  | 13 | -10  | 3    |                           |

| Selección de Canoas | 1 - 1  | A.C.F. Turrucares | 1 de diciembre de 2019 | Cancha de Canoas, Alajuela   |
| Municipal Orotina   | 2 - 0* | A.B.C. San Rafael | 1 de diciembre de 2019 | Estadio Municipal de Orotina |

| A.C.F. Turrucares   | 8 - 0 | A.B.C. San Rafael | 7 de diciembre de 2019 | Cancha de Cebadilla, Turrucares |
| Selección de Canoas | 4 - 0 | Municipal Orotina | 8 de diciembre de 2019 | Cancha de Canoas, Alajuela      |

| A.B.C. San Rafael | 1 - 6 | Selección de Canoas | 15 de diciembre de 2019 | Cancha Ottos, La Guácima     |
| Municipal Orotina | 1 - 5 | A.C.F. Turrucares   | 15 de diciembre de 2019 | Estadio Municipal de Orotina |

| A.C.F. Turrucares | 4 - 0 | Selección de Canoas | 12 de enero de 2020 | Cancha de Cebadilla, Turrucares |
| A.B.C. San Rafael | 2 - 0 | Municipal Orotina   | 12 de enero de 2020 | Cancha de San Rafael, Alajuela  |

| A.B.C. San Rafael | 1 - 1  | A.C.F. Turrucares   | 19 de enero de 2020 | Cancha de Cebadilla, Turrucares                                                          |
| Municipal Orotina | 0 - 2* | Selección de Canoas | 19 de enero de 2020 | No se programó el partido debido a que el equipo local no canceló a tiempo el arbitraje. |

| Selección de Canoas | No Programado | A.B.C. San Rafael | 26 de enero de 2020 | Los equipos solicitaron la no programación de los partidos debido a que no son de trascendencia para la clasificación a la III Ronda. |
| A.C.F. Turrucares   | No Programado | Municipal Orotina | 26 de enero de 2020 | Los equipos solicitaron la no programación de los partidos debido a que no son de trascendencia para la clasificación a la III Ronda. |

### Cuadrangular 4:Alajuela "B"
|    | Equipos                  |  | PJ | PG | PE | PP | GF | GC | Dif. | Pts. | Notas                     |
| -- | ------------------------ |  | -- | -- | -- | -- | -- | -- | ---- | ---- | ------------------------- |
| 1. | A.D. Zaragoza F.C.       |  | 5  | 4  | 1  | 0  | 11 | 3  | +8   | 13   | Clasificado a la III Fase |
| 2. | Deportivo Naranjo        |  | 5  | 3  | 1  | 1  | 10 | 6  | +4   | 10   | Clasificado a la III Fase |
| 3. | A.D. Sarchí              |  | 5  | 2  | 0  | 3  | 6  | 9  | -3   | 6    |                           |
| 4. | Rangers F.C. (San Ramón) |  | 5  | 0  | 0  | 5  | 0  | 9  | -9   | 0    |                           |

| A.D. Sarchí       | 1 - 0 | Rangers F.C.       | 1 de diciembre de 2019 | Estadio Eliécer Pérez Conejo |
| Deportivo Naranjo | 2 - 2 | A.D. Zaragoza F.C. | 1 de diciembre de 2019 | Estadio San Miguel, Naranjo  |

| A.D. Zaragoza F.C. | 1 - 0 | Rangers F.C. | 8 de diciembre de 2019 | Estadio Jorge "Palmareño" Solís |
| Deportivo Naranjo  | 2 - 1 | A.D. Sarchí  | 8 de diciembre de 2019 | Estadio San Miguel, Naranjo     |

| A.D. Sarchí  | 0 - 4  | A.D. Zaragoza F.C. | 15 de diciembre de 2019 | Estadio Eliécer Pérez Conejo                                                             |
| Rangers F.C. | 0 - 2* | Deportivo Naranjo  | 15 de diciembre de 2019 | No se programó el partido debido a que el equipo local no canceló a tiempo el arbitraje. |

| Rangers F.C.       | 0 - 3 | A.D. Sarchí       | 12 de enero de 2020 | Estadio Guillermo Vargas Roldán |
| A.D. Zaragoza F.C. | 2 - 1 | Deportivo Naranjo | 12 de enero de 2020 | Estadio Jorge "Palmareño" Solís |

| Rangers F.C. | 0 - 2 | A.D. Zaragoza F.C. | 19 de enero de 2020 | No se programó el partido debido a que el equipo local no canceló a tiempo el arbitraje. |
| A.D. Sarchí  | 1 - 3 | Deportivo Naranjo  | 19 de enero de 2020 | Estadio Eliécer Pérez Conejo                                                             |

| A.D. Zaragoza F.C. | No Programado | A.D. Sarchí  | 26 de enero de 2020 | Los equipos solicitaron la no programación de los partidos debido a que no son de trascendencia para la clasificación a la III Ronda. |
| Deportivo Naranjo  | No Programado | Rangers F.C. | 26 de enero de 2020 | Los equipos solicitaron la no programación de los partidos debido a que no son de trascendencia para la clasificación a la III Ronda. |

### Cuandrangular 5:Cartago
|    | Equipos             |  | PJ | PG | PE | PP | GF | GC | Dif. | Pts. | Notas                     |
| -- | ------------------- |  | -- | -- | -- | -- | -- | -- | ---- | ---- | ------------------------- |
| 1. | Municipal Guarco    |  | 6  | 3  | 2  | 1  | 10 | 6  | +4   | 11   | Clasificado a la III Fase |
| 2. | Torino Junior       |  | 6  | 3  | 1  | 2  | 11 | 12 | -1   | 10   | Clasificado a la III Fase |
| 3. | A.F. Lankester 1943 |  | 6  | 3  | 0  | 3  | 11 | 10 | +1   | 9    |                           |
| 4. | A.D. Valencia       |  | 6  | 1  | 1  | 4  | 6  | 10 | -4   | 4    |                           |

| Torino Junior       | 1 - 4 | Municipal Guarco | 1 de diciembre de 2019 | Cancha La Pitahaya, Cartago     |
| A.F. Lankester 1943 | 1 - 0 | A.D. Valencia    | 1 de diciembre de 2019 | Cancha de Dulce Nombre, Cartago |

| Municipal Guarco | 2 - 2 | A.D. Valencia       | 8 de diciembre de 2019 | Cancha de Tejar del Guarco  |
| Torino Junior    | 4 - 3 | A.F. Lankester 1943 | 8 de diciembre de 2019 | Cancha La Pitahaya, Cartago |

| A.D. Valencia       | 2 - 3 | Torino Junior    | 15 de diciembre de 2019 | Estadio Lito Monge              |
| A.F. Lankester 1943 | 1 - 2 | Municipal Guarco | 15 de diciembre de 2019 | Cancha de Dulce Nombre, Cartago |

| Municipal Guarco | 0 - 0 | Torino Junior       | 12 de enero de 2020 | Cancha de Tejar del Guarco |
| A.D. Valencia    | 2 - 1 | A.F. Lankester 1943 | 12 de enero de 2020 | Estadio Lito Monge         |

| A.D. Valencia       | 0 - 2 | Municipal Guarco | 19 de enero de 2020 | Estadio Lito Monge              |
| A.F. Lankester 1943 | 3 - 2 | Torino Junior    | 19 de enero de 2020 | Cancha de Dulce Nombre, Cartago |

| Torino Junior    | 1 - 0  | A.D. Valencia       | 26 de enero de 2020 | Cancha La Pitahaya, Cartago |
| Municipal Guarco | 0 - 2* | A.F. Lankester 1943 | 26 de enero de 2020 | Cancha de Tejar del Guarco  |

### Cuadrangular 6:Heredia
|    | Equipos            |  | PJ | PG | PE | PP | GF | GC | Dif. | Pts. | Notas                     |
| -- | ------------------ |  | -- | -- | -- | -- | -- | -- | ---- | ---- | ------------------------- |
| 1. | C.C.D.R. San Pablo |  | 6  | 4  | 2  | 0  | 12 | 3  | +9   | 14   | Clasificado a la III Fase |
| 2. | El Bajo F.C.       |  | 6  | 4  | 0  | 2  | 9  | 8  | +1   | 12   | Clasificado a la III Fase |
| 3. | A.D. Santo Domingo |  | 6  | 2  | 0  | 4  | 6  | 8  | -2   | 6    |                           |
| 4. | Atlético Belén     |  | 6  | 0  | 2  | 4  | 5  | 13 | -8   | 2    |                           |

| Atlético Belén     | 0 - 0 | C.C.D.R. San Pablo | 1 de diciembre de 2019 | Polideportivo de Belén   |
| A.D. Santo Domingo | 1 - 3 | El Bajo F.C.       | 1 de diciembre de 2019 | Cancha de Barrio Socorro |

| El Bajo F.C.       | 0 - 2 | C.C.D.R. San Pablo | 8 de diciembre de 2019 | Cancha de Bajo Los Molinos |
| A.D. Santo Domingo | 3 - 0 | Atlético Belén     | 8 de diciembre de 2019 | Cancha de Barrio Socorro   |

| Atlético Belén     | 2 - 3 | El Bajo F.C.       | 15 de diciembre de 2019 | Polideportivo de Belén   |
| C.C.D.R. San Pablo | 2 - 0 | A.D. Santo Domingo | 15 de diciembre de 2019 | Cancha Los Expresidentes |

| C.C.D.R. San Pablo | 3 - 3 | Atlético Belén     | 12 de enero de 2020 | Cancha Los Expresidentes |
| El Bajo F.C.       | 1 - 0 | A.D. Santo Domingo | 12 de enero de 2020 | Estadio Yuba Paniagua    |

| C.C.D.R. San Pablo | 3 - 0  | El Bajo F.C.       | 19 de enero de 2020 | Cancha Los Expresidentes                                                                 |
| Atlético Belén     | 0 - 2* | A.D. Santo Domingo | 19 de enero de 2020 | No se programó el partido debido a que el equipo local no canceló a tiempo el arbitraje. |

| El Bajo F.C.       | 2 - 0* | Atlético Belén     | 26 de enero de 2020 | No se programó el partido debido a que el equipo visitante no canceló a tiempo las multas pendientes. |
| A.D. Santo Domingo | 0 - 2* | C.C.D.R. San Pablo | 26 de enero de 2020 | No se programó el partido debido a que el equipo local no canceló a tiempo el arbitraje.              |

### Cuadrangular 7:Guanacaste
|    | Equipos                     |  | PJ | PG | PE | PP | GF | GC | Dif. | Pts. | Notas                     |
| -- | --------------------------- |  | -- | -- | -- | -- | -- | -- | ---- | ---- | ------------------------- |
| 1. | Deportivo Upala F.C.        |  | 6  | 3  | 1  | 2  | 11 | 9  | +2   | 10   | Clasificado a la III Fase |
| 2. | C.C.D.R. Abangares          |  | 6  | 3  | 0  | 3  | 11 | 11 | 0    | 9    | Clasificado a la III Fase |
| 3. | Deportivo Nimboyore         |  | 6  | 3  | 0  | 3  | 10 | 10 | 0    | 9    |                           |
| 4. | Internazionale Liberia F.C. |  | 6  | 2  | 1  | 3  | 10 | 12 | -2   | 7    |                           |

| Deportivo Nimboyore | 3 - 0 | Inter Liberia F.C.   | 1 de diciembre de 2019 | Cancha Porte Golpe, Nicoya |
| C.C.D.R. Abangares  | 2 - 1 | Deportivo Upala F.C. | 1 de diciembre de 2019 | Cancha de Abangares Centro |

| Inter Liberia F.C.  | 3 - 1 | Deportivo Upala F.C. | 8 de diciembre de 2019 | Cancha El Ecológico, Liberia |
| Deportivo Nimboyore | 2 - 1 | C.C.D.R. Abangares   | 8 de diciembre de 2019 | Cancha Porte Golpe, Nicoya   |

| C.C.D.R. Abangares   | 2 - 3 | Inter Liberia F.C.  | 15 de diciembre de 2019 | Cancha de Abangares Centro       |
| Deportivo Upala F.C. | 3 - 0 | Deportivo Nimboyore | 15 de diciembre de 2019 | Cancha Colonia Puntarenas, Upala |

| Inter Liberia F.C.   | 1 - 2 | Deportivo Nimboyore | 12 de enero de 2020 | Estadio Edgardo Baltodano Briceño |
| Deportivo Upala F.C. | 2 - 1 | C.C.D.R. Abangares  | 12 de enero de 2020 | Cancha Colonia Puntarenas, Upala  |

| Deportivo Upala F.C. | 2 - 2 | Inter Liberia F.C.  | 19 de enero de 2020 | Cancha Colonia Puntarenas, Upala |
| C.C.D.R. Abangares   | 3 - 2 | Deportivo Nimboyore | 19 de enero de 2020 | Cancha de Abangares Centro       |

| Inter Liberia F.C.  | 1 - 2 | C.C.D.R. Abangares   | 26 de enero de 2020 | Cancha El Ecológico, Liberia |
| Deportivo Nimboyore | 1 - 2 | Deportivo Upala F.C. | 26 de enero de 2020 | Cancha Porte Golpe, Nicoya   |

### Cuadrangular 8:Puntarenas-Península
|    | Equipos                     |  | PJ | PG | PE | PP | GF | GC | Dif. | Pts. | Notas                     |
| -- | --------------------------- |  | -- | -- | -- | -- | -- | -- | ---- | ---- | ------------------------- |
| 1. | Dep. Cabalceta (Santa Cruz) |  | 6  | 4  | 1  | 1  | 19 | 10 | +9   | 13   | Clasificado a la III Fase |
| 2. | Puntarenas San Luis F.C.    |  | 6  | 4  | 1  | 1  | 16 | 9  | +7   | 13   | Clasificado a la III Fase |
| 3. | A.D. Hojancheña             |  | 6  | 2  | 1  | 3  | 9  | 11 | -2   | 7    |                           |
| 4. | Municipal Paquera F.C.      |  | 6  | 0  | 1  | 5  | 7  | 21 | -14  | 1    |                           |

| Municipal Paquera F.C. | 5 - 5 | Deportivo Cabalceta      | 1 de diciembre de 2019 | Estadio Municipal de Paquera |
| A.D. Hojancheña        | 2 - 2 | Puntarenas San Luis F.C. | 1 de diciembre de 2019 | Cancha La Gran Vía, Hojancha |

| Deportivo Cabalceta    | 4 - 0 | Puntarenas San Luis F.C. | 8 de diciembre de 2019 | Estadio Cacique Diriá, Sta Cruz |
| Municipal Paquera F.C. | 1 - 3 | A.D. Hojancheña          | 8 de diciembre de 2019 | Estadio Municipal de Paquera    |

| Puntarenas San Luis F.C. | 7 - 0 | Municipal Paquera F.C. | 15 de diciembre de 2019 | Estadio Lito Pérez, Puntarenas |
| A.D. Hojancheña          | 0 - 4 | Deportivo Cabalceta    | 15 de diciembre de 2019 | Cancha La Gran Vía, Hojancha   |

| Deportivo Cabalceta      | 2 - 1 | Municipal Paquera F.C. | 12 de enero de 2020 | Estadio Cacique Diriá, Sta Cruz |
| Puntarenas San Luis F.C. | 2 - 1 | A.D. Hojancheña        | 12 de enero de 2020 | Estadio Lito Pérez, Puntarenas  |

| Puntarenas San Luis F.C. | 3 - 2  | Deportivo Cabalceta    | 19 de enero de 2020 | Cancha de Pueblo Redondo     |
| A.D. Hojancheña          | 2 - 0* | Municipal Paquera F.C. | 19 de enero de 2020 | Cancha La Gran Vía, Hojancha |

| Municipal Paquera F.C. | 0 - 2 | Puntarenas San Luis F.C. | 26 de enero de 2020 | No se programó el partido debido a que el equipo local no canceló a tiempo el arbitraje. |
| Deportivo Cabalceta    | 2 - 1 | A.D. Hojancheña          | 26 de enero de 2020 | Estadio Cacique Diriá, Sta Cruz                                                          |

### Cuadrangular 9:Limón
|    | Equipos                  |  | PJ | PG | PE | PP | GF | GC | Dif. | Pts. | Notas                     |
| -- | ------------------------ |  | -- | -- | -- | -- | -- | -- | ---- | ---- | ------------------------- |
| 1. | A.D. Talentos del Caribe |  | 6  | 4  | 1  | 1  | 11 | 4  | +7   | 13   | Clasificado a la III Fase |
| 2. | A.D. Cariari Pococí      |  | 6  | 3  | 1  | 2  | 15 | 12 | +3   | 10   | Clasificado a la III Fase |
| 3. | Caribe Roots F.C.        |  | 6  | 2  | 2  | 2  | 8  | 9  | -1   | 8    |                           |
| 4. | B-Line F.C.              |  | 6  | 1  | 0  | 5  | 9  | 18 | -9   | 3    |                           |

| A.D. Talentos del Caribe | 2 - 1 | A.D. Cariari Pococí | 1 de diciembre de 2019 | Cancha de Puerto Viejo, Talamanca |
| Caribe Roots F.C.        | 2 - 1 | B-Line F.C.         | 1 de diciembre de 2019 | Estadio Ebal Rodríguez, Guápiles  |

| A.D. Cariari Pococí      | 5 - 3 | B-Line F.C.       | 8 de diciembre de 2019 | Estadio Comunal de Cariari        |
| A.D. Talentos del Caribe | 0 - 1 | Caribe Roots F.C. | 8 de diciembre de 2019 | Cancha de Puerto Viejo, Talamanca |

| Caribe Roots F.C. | 3 - 4 | A.D. Cariari Pococí      | 15 de diciembre de 2019 | Estadio Ebal Rodríguez, Guápiles |
| B-Line F.C.       | 0 - 2 | A.D. Talentos del Caribe | 15 de diciembre de 2019 | Cancha de B-Line, Matina         |

| A.D. Cariari Pococí | 0 - 1 | A.D. Talentos del Caribe | 12 de enero de 2020 | Estadio Comunal de Cariari |
| B-Line F.C.         | 2 - 0 | Caribe Roots F.C.        | 12 de enero de 2020 | Cancha de B-Line, Matina   |

| B-Line F.C.       | 2 - 4 | A.D. Cariari Pococí      | 19 de enero de 2020 | Cancha de B-Line, Matina         |
| Caribe Roots F.C. | 1 - 1 | A.D. Talentos del Caribe | 19 de enero de 2020 | Estadio Ebal Rodríguez, Guápiles |

| A.D. Cariari Pococí      | 1 - 1 | Caribe Roots F.C. | 26 de enero de 2020 | Estadio Comunal de Cariari        |
| A.D. Talentos del Caribe | 5 - 1 | B-Line F.C.       | 26 de enero de 2020 | Cancha de Puerto Viejo, Talamanca |

### Cuadrangular 10:Puntarenas-Zona Sur
|    | Equipos              |  | PJ | PG | PE | PP | GF | GC | Dif. | Pts. | Notas                     |
| -- | -------------------- |  | -- | -- | -- | -- | -- | -- | ---- | ---- | ------------------------- |
| 1. | La Makina F.C.       |  | 6  | 4  | 1  | 1  | 24 | 9  | +15  | 13   | Clasificado a la III Fase |
| 2. | Municipal Corredores |  | 6  | 4  | 1  | 1  | 15 | 16 | -1   | 13   | Clasificado a la III Fase |
| 3. | A.D. Osa F.C.        |  | 5  | 1  | 2  | 2  | 12 | 13 | -1   | 5    |                           |
| 4. | Municipal Coto Brus  |  | 5  | 0  | 0  | 5  | 8  | 21 | -13  | 0    |                           |

| Municipal Corredores | 2 - 1 | Municipal Coto Brus | 1 de diciembre de 2019 | Cancha de Colorado, Corredores     |
| A.D. Osa F.C.        | 2 - 3 | La Makina F.C.      | 1 de diciembre de 2019 | Estadio Municipal de Ciudad Cortés |

| La Makina F.C. | 4 - 1 | Municipal Coto Brus  | 7 de diciembre de 2019 | Estadio Municipal de Pérez Zeledón |
| A.D. Osa F.C.  | 1 - 1 | Municipal Corredores | 8 de diciembre de 2019 | Estadio Municipal de Ciudad Cortés |

| Municipal Corredores | 3 - 2 | La Makina F.C. | 15 de diciembre de 2019 | Cancha de Colorado, Corredores |
| Municipal Coto Brus  | 2 - 4 | A.D. Osa F.C.  | 15 de diciembre de 2019 | Estadio Hamilton Villalobos    |

| Municipal Coto Brus | 4 - 5 | Municipal Corredores | 12 de enero de 2020 | Estadio Hamilton Villalobos        |
| La Makina F.C.      | 3 - 3 | A.D. Osa F.C.        | 12 de enero de 2020 | Estadio Municipal de Pérez Zeledón |

| Municipal Coto Brus  | 0 - 6 | La Makina F.C. | 19 de enero de 2020 | Cancha de San Rafael de Sabalito |
| Municipal Corredores | 4 - 2 | A.D. Osa F.C.  | 19 de enero de 2020 | Cancha de Colorado, Corredores   |

| La Makina F.C.      | 6 - 0         | Municipal Corredores | 26 de enero de 2020 | Estadio Municipal de Pérez Zeledón                                                                                               |
| Municipal Coto Brus | No Programado | A.D. Osa F.C.        | 26 de enero de 2020 | Los equipos solicitaron la no programación del partido debido a que no es de trascendencia para la clasificación a la III Ronda. |

## Tercera Fase
Esta fase se enfrentan en series directas los 20 equipos clasificados de la ronda anterior, para obtener los 10 equipos que clasificarán a la siguiente etapa.

| Serie  | Equipo Local Ida         | Resultado | Equipo Local Vuelta         | Ida   | Vuelta |
| ------ | ------------------------ | --------- | --------------------------- | ----- | ------ |
| Uno    | Puntarenas San Luis F.C. | 3 - 2     | Santander F.C.              | 2 - 1 | 1 - 1  |
| Dos    | Deportivo Naranjo        | 1 - 0     | Pavas F.C.                  | 1 - 0 | 0 - 0  |
| Tres   | C.C.D.R. Abangares       | 2 - 4     | A.C.F. Turrucares           | 2 - 2 | 0 - 2  |
| Cuatro | Microfútbol Tibás        | 3 - 2     | A.D. Zaragoza F.C.          | 3 - 1 | 0 - 1  |
| Cinco  | Municipal Corredores     | 2 - 8     | Municipal Guarco            | 1 - 2 | 1 - 6  |
| Seis   | A.D. Cariari Pococí      | 4 - 3     | C.C.D.R. San Pablo          | 1 - 0 | 3 - 3  |
| Siete  | Selección de Canoas      | 5 - 7     | Deportivo Upala F.C.        | 4 - 1 | 1 - 6  |
| Ocho   | A.F.C. Gallada           | 3 - 2     | Dep. Cabalceta (Santa Cruz) | 2 - 2 | 1 - 0  |
| Nueve  | El Bajo F.C.             | 4 - 2     | A.D. Talentos del Caribe    | 4 - 1 | 0 - 1  |
| Diez   | Torino Junior            | 3 - 5     | La Makina F.C.              | 2 - 2 | 1 - 3  |

| Puntarenas San Luis F.C. | vs | Santander F.C.           | 9 de febrero de 2020 | Estadio Lito Pérez, Puntarenas      |
| Deportivo Naranjo        | vs | Pavas F.C.               | 9 de febrero de 2020 | Estadio Municipal de Naranjo        |
| C.C.D.R. Abangares       | vs | A.C.F. Turrucares        | 9 de febrero de 2020 | Estadio Municipal de Cañas          |
| Microfútbol Tibás        | vs | A.D. Zaragoza F.C.       | 9 de febrero de 2020 | Estadio El Labrador, Coronado       |
| Municipal Corredores     | vs | Municipal Guarco         | 9 de febrero de 2020 | Polideportivo de Río Claro, Golfito |
| A.D. Cariari Pococí      | vs | C.C.D.R. San Pablo       | 9 de febrero de 2020 | Estadio Comunal de Cariari          |
| Selección de Canoas      | vs | Deportivo Upala F.C.     | 9 de febrero de 2020 | Estadio Rafael Bolaños, Alajuela    |
| A.F.C. Gallada           | vs | Dep. Cabalceta           | 9 de febrero de 2020 | Estadio ST. Center, Aserrí          |
| El Bajo F.C.             | vs | A.D. Talentos del Caribe | 9 de febrero de 2020 | Estadio Yuba Paniagua               |
| Torino Junior            | vs | La Makina F.C.           | 9 de febrero de 2020 | Estadio Quincho Barquero, Paraíso   |

| Santander F.C.           | vs | Puntarenas San Luis F.C. | 16 de febrero de 2020 | Estadio ST. Center, Aserrí         |
| Pavas F.C.               | vs | Deportivo Naranjo        | 16 de febrero de 2020 | Estadio Ernesto Rohrmoser          |
| A.C.F. Turrucares        | vs | C.C.D.R. Abangares       | 16 de febrero de 2020 | Estadio Rafael Bolaños, Alajuela   |
| A.D. Zaragoza F.C.       | vs | Microfútbol Tibás        | 16 de febrero de 2020 | Estadio Jorge "Palmareño" Solís    |
| Municipal Guarco         | vs | Municipal Corredores     | 16 de febrero de 2020 | Estadio Quincho Barquero, Paraíso  |
| C.C.D.R. San Pablo       | vs | A.D. Cariari Pococí      | 16 de febrero de 2020 | Estadio Yuba Paniagua              |
| Deportivo Upala F.C.     | vs | Selección de Canoas      | 16 de febrero de 2020 | Estadio Municipal de Bagaces       |
| Dep. Cabalceta           | vs | A.F.C. Gallada           | 16 de febrero de 2020 | Estadio Cacique Diriá, Sta Cruz    |
| A.D. Talentos del Caribe | vs | El Bajo F.C.             | 16 de febrero de 2020 | Estadio Juan Gobán, Limón          |
| La Makina F.C.           | vs | Torino Junior            | 16 de febrero de 2020 | Estadio Municipal de Pérez Zeledón |

## Cuarta Fase
| Datos Actualizados al: 23 de junio de 2020 |

Esta fase se enfrentan en series directas los 10 equipos clasificados de la ronda anterior, para obtener los 6 equipos que clasificarán a la siguiente etapa (los 5 ganadores de las series y adicionalmente el mejor perdedor).

| Serie  | Equipo Local Ida    | Resultado                      | Equipo Local Vuelta          | Ida   | Vuelta |
| ------ | ------------------- | ------------------------------ | ---------------------------- | ----- | ------ |
| Uno    | Municipal Guarco    | 2 - 1                          | El Bajo F.C.                 | 1 - 0 | 1 - 1  |
| Dos    | Deportivo Naranjo   | 1 - 7                          | Puntarenas San Luis F.C. (*) | 1 - 1 | 0 - 6  |
| Tres   | Microfútbol Tibás   | 4 - 2                          | Deportivo Upala F.C.         | 2 - 1 | 2 - 1  |
| Cuatro | La Makina F.C.      | 3 - 4                          | A.C.F. Turrucares            | 1 - 2 | 2 - 2  |
| Cinco  | A.D. Cariari Pococí | 4 - 4 (TE: 1 - 1) ; (P: 3 - 4) | A.F.C. Gallada               | 2 - 0 | 2 - 4  |

Nota: A.D. Cariari Pococí clasifica como Mejor Perdedor a la siguiente fase. 
(*) Queda descalificado por mala alineación en la serie
| Municipal Guarco    | 1-0 | El Bajo F.C.             | 1 de marzo de 2020 | Estadio Quincho Barquero, Paraíso  |
| Deportivo Naranjo   | 1-1 | Puntarenas San Luis F.C. | 1 de marzo de 2020 | Estadio Municipal de Naranjo       |
| Microfútbol Tibás   | 2-1 | Deportivo Upala F.C.     | 1 de marzo de 2020 | Estadio El Labrador, Coronado      |
| La Makina F.C.      | 1-2 | A.C.F. Turrucares        | 1 de marzo de 2020 | Estadio Municipal de Pérez Zeledón |
| A.D. Cariari Pococí | 2-0 | A.F.C. Gallada           | 1 de marzo de 2020 | Estadio Comunal de Cariari         |

| El Bajo F.C.             | 1-1 | Municipal Guarco    | 8 de marzo de 2020 | Estadio Yuba Paniagua            |
| Puntarenas San Luis F.C. | 6-0 | Deportivo Naranjo   | 8 de marzo de 2020 | Estadio Lito Pérez, Puntarenas   |
| Deportivo Upala F.C.     | 2-1 | Microfútbol Tibás   | 8 de marzo de 2020 | Estadio Municipal de Bagaces     |
| A.C.F. Turrucares        | 2-2 | La Makina F.C.      | 8 de marzo de 2020 | Estadio Mardoqueo González       |
| A.F.C. Gallada           | 4-2 | A.D. Cariari Pococí | 8 de marzo de 2020 | Estadio Cuty Monge, Desamparados |

## Quinta Fase
El formato de las siguientes fases (cuartos, semifinales y final) será a un solo juego en eliminación de “muerte súbita”, De los cotejos de cuartos de final saldrán cuatro escuadras clasificadas (tres de forma directa y el mejor perdedor de las tres llaves) para las semifinales 
Deportivo Naranjo clasifica por alineación indebida del equipo de Puntarenas San Luís en el partido de vuelta, por lo que es descalificado.

| Serie | Equipo Local Ida    | Resultado         | Equipo Local Vuelta | Enfrentamiento Único |
| ----- | ------------------- | ----------------- | ------------------- | -------------------- |
| Uno   | Municipal Guarco    | 1 - 3 (TE: 0 - 2) | A.C.F. Turrucares   | 1 - 3                |
| Dos   | A.D. Cariari Pococí | 2 - 0             | Deportivo Naranjo   | 2 - 0                |
| Tres  | A.F.C. Gallada      | 0 - 1             | Microfútbol Tibás   | 0 - 1                |

Nota: El Municipal Guarco avanza a las semifinales como mejor perdedor
| \| Municipal Guarco \| 1:3 (1:1;0:2) \| A.C.F. Turrucares \| 28 de junio de 2020 \| Estadio Rafael Bolaños,Alajuela \| \| A.D. Cariari Pococí \| 2:0 (2:0) \| Deportivo Naranjo \| 28 de junio de 2020 \| Estadio Rafael Bolaños,Alajuela \| \| A.F.C. Gallada \| 0:1 (0:0) \| Microfútbol Tibás \| 28 de junio de 2020 \| Estadio Rafael Bolaños,Alajuela \| |               |                   |                     |                                 |
| Ida |               |                   |                     |                                 |
| Local | vs            | Visitante         | Fecha               | Estadio                         |
| Municipal Guarco | 1:3 (1:1;0:2) | A.C.F. Turrucares | 28 de junio de 2020 | Estadio Rafael Bolaños,Alajuela |
| A.D. Cariari Pococí | 2:0 (2:0)     | Deportivo Naranjo | 28 de junio de 2020 | Estadio Rafael Bolaños,Alajuela |
| A.F.C. Gallada | 0:1 (0:0)     | Microfútbol Tibás | 28 de junio de 2020 | Estadio Rafael Bolaños,Alajuela |

## Semifinales
El formato de las semifinales será a un solo juego en eliminación de “muerte súbita”.

| Serie | Equipo Local Ida    | Resultado | Equipo Local Vuelta | Enfrentamiento Único |
| ----- | ------------------- | --------- | ------------------- | -------------------- |
| Uno   | Municipal Guarco    | 1 - 0     | Microfútbol Tibás   | 1 - 0                |
| Dos   | A.D. Cariari Pococí | 3 - 0     | A.C.F. Turrucares   | 3 - 0                |

| \| Municipal Guarco \| 1:0 (1:0) \| Microfútbol Tibás \| 30 de junio de 2020 \| Estadio Rafael Bolaños, Alajuela. \| \| A.D. Cariari Pococí \| 3:0 (2:0) \| A.C.F. Turrucares \| 1 de julio de 2020 \| Estadio Rafael Bolaños, Alajuela. \| |           |                   |                     |                                   |
| Ida |           |                   |                     |                                   |
| Local | vs        | Visitante         | Fecha               | Estadio                           |
| Municipal Guarco | 1:0 (1:0) | Microfútbol Tibás | 30 de junio de 2020 | Estadio Rafael Bolaños, Alajuela. |
| A.D. Cariari Pococí | 3:0 (2:0) | A.C.F. Turrucares | 1 de julio de 2020  | Estadio Rafael Bolaños, Alajuela. |

## Final
El formato de la Final será a un solo juego en eliminación de “muerte súbita”.

| Serie | Equipo Local Ida | Resultado | Equipo Local Vuelta | Enfrentamiento Único |
| ----- | ---------------- | --------- | ------------------- | -------------------- |
| Uno   | Municipal Guarco | 1 - 2     | A.D. Cariari Pococí | 1 - 2                |

| \| Municipal Guarco \| 1:2 (0:0) \| A.D. Cariari Pococí \| 5 de julio de 2020 \| Estadio Rafael Bolaños, Alajuela. \| |           |                     |                    |                                   |
| Final |           |                     |                    |                                   |
| Local | vs        | Visitante           | Fecha              | Estadio                           |
| Municipal Guarco | 1:2 (0:0) | A.D. Cariari Pococí | 5 de julio de 2020 | Estadio Rafael Bolaños, Alajuela. |

|                                              |
| Campeón LINAFA 2019-2020 A.D. Cariari Pococí |